# 赤軍
赤軍（せきぐん、ロシア語: Красная армия、読み：クラースナヤ・アールミヤ）は、1918年1月から1946年2月までロシア帝国およびソビエト連邦に存在した軍隊。ソビエト連邦軍の前身に当たる。十月革命後に勃発したロシア内戦の最中である1918年1月に労働者・農民赤軍（ろうどうしゃ・のうみんせきぐん、Рабоче-крестьянская Красная армия、ラボーチェ・クリスチヤーンスカヤ・クラースナヤ・アールミヤ、略称：労農赤軍、РККА、エールカーカーアー。Workers' and Peasants' Red Army）として設立され、1937年12月にソ連海軍が赤軍から独立した後は、ソ連地上軍（陸軍）を指す呼称となった。

## 規模
1941年6月に独ソ戦（大祖国戦争）が開戦された時の赤軍は約570万人であったが、祖国防衛のために党の一党独裁の下でスターリン率いるソ連政府は大動員を実施し、第二次世界大戦中は後方の部隊も合わせると1500万から2000万人という空前絶後の大兵力に膨れ上がっている。その内700万から1000万人が死亡したが、第二次世界大戦後は約500万人に減少し、1989年12月の冷戦終結時には300万人になっていた。

## 歴史

### 創設期
ウラジーミル・レーニンを首班とした人民委員会議（ソヴィエト政権）は1918年1月28日（ロシア暦1月15日）、既存の赤衛隊を基に「労働者・農民赤軍（労農赤軍）」の創設を布告した。2月23日には戦闘継続中の第一次世界大戦でペトログラードへ進むドイツ軍の侵攻に赤軍が抵抗し、後にソ連の陸海軍記念日となった。ただし、ドイツ帝国やオーストリア＝ハンガリー帝国の優位そのものは覆せず、ソビエト政権は3月3日にブレスト＝リトフスク条約によって敗北を認めた講和に踏み切った。大戦離脱後も反革命軍（白衛軍）勢力や諸外国の介入によって続くロシア内戦中の赤軍創設を指揮したのが、1918年9月から1925年1月にかけて軍事人民委員（軍事大臣に相当）を務めたレフ・トロツキーである。
初期の赤軍は志願兵によって構成されたもので、階級やそれを表す記章が無く、将校は民主的な選挙によって選ばれていた。内戦が本格化すると旧帝国軍将校が大量に採用され、彼らが軍の中核を担うことになるが、同時に全ての部隊に軍を統制するための政治将校が割り当てられた。内戦期に赤軍の勝利に貢献したのが、予備兵力を鉄道輸送で危機的な戦線に送る梯団戦術だった。また、内戦での経験は予備兵力をはるか後方に配置する必要性を赤軍将校に痛感させた。クリミアのデニーキン軍の敗北により、内戦はボリシェヴィキの勝利に終わった。
1922年10月に内戦が終結すると動員解除が実施され、赤軍は500万人から50万人に減少した。また軍の大半が治安維持を担う地域守備軍で占められ、中央直轄の基幹軍は少数だった。創設者であるトロツキーは党による軍の統制を重視し、統一されたドクトリンの制定と職業軍への変貌を明確に否定していた。それに対して職業軍を核とした大衆軍の創設を唱えたのがミハイル・フルンゼである。トロツキーの後任として陸海軍人民委員に就任したフルンゼはドクトリンの制定を求め、世界に社会主義を輸出するため攻撃的な機動戦ドクトリンを主張した。自ら陸軍士官学校の校長を務め、将校の育成と軍の専門家・近代化に活躍し、職業軍を核とする民兵制度や指揮系統を一元化した単一指揮制を導入した。フルンゼの下には後に赤軍野外教令や縦深攻撃論の制定で活躍するミハイル・トゥハチェフスキーらがいた。フルンゼの創設した陸軍大学は高級将校の育成機関として発展し、1925年10月にフルンゼが死去した後は、各陸軍大学にフルンゼの名が贈られることになる。

### 改革期
赤軍はロシア内戦やポーランド・ソビエト戦争で積んだ経験・ドイツとの軍事交流で得た機動戦や航空戦の知識を基に、新時代に適合した新たな軍事理論の形成に全力を注いだ。
旧ロシア帝国軍は日露戦争での諸軍統率の混乱を反省し、現地軍を一つの上級司令部に統合した正面軍制度を導入した。正面軍制度は第一次世界大戦で効果を発揮し、ブルシーロフ攻勢では4個正面軍が投入され中央同盟国軍に大損害を与えた。攻勢では複数の正面軍同士の連携が重視され、シンクロナイズの概念が生まれた。
正面軍制度とシンクロナイズの概念は赤軍にも継承された。ロシア内戦では敵縦深を撃破する騎兵軍が活躍し、騎兵攻撃は縦深攻撃の母体となった。ポーランド・ソビエト戦争では正面軍間の連携齟齬により赤軍は敗北、北西正面軍を指揮していたトゥハチェフスキーは戦後、近代戦での連続作戦の必要性を唱えた。
一度の会戦で決着がつかない近代戦では複数の作戦で敵を連続的に撃破する必要があり、戦略的勝利は作戦を段階的に達成することで完遂される。こうしたフェイズ管理の概念は連続作戦や作戦術の制定につながった。（連続作戦の成功例として1943年秋からウクライナで実施された諸作戦があげられる。）ロシア帝国軍の将校だったアレクサンドル・スヴェチンが戦術と戦略の間に位置する作戦術という新たな概念を提唱。作戦術は戦術的な成果である戦闘を戦略的に寄与させる手段として考案され、スヴェチンはクリミア戦争、日露戦争、第一次世界大戦でロシア軍が得た戦闘経験を基に考案した。
1927年にはスヴェチンが作戦術を理論的に体系化して、「作戦での変化が集積して戦術は次の段階へと進化する。戦略は進路を示す。」と要約した。
西側諸国には作戦術の概念は長年なく、1980年代にベトナム戦争での敗戦を反省したアメリカ軍に注目されるまで、作戦術が知られることは無かった。
北川敬三は「これらの思想は、ソ連軍において第二次世界大戦や冷戦中の欧州における大規模作戦計画に活かされ、機動力を重視して敵縦深に至る縦深作戦（Deep Operation）の概念に繋がった。さらに注目すべきは、政治的イデオロギーが軍の編成や戦術までも規定したソ連から、政治的に翻訳可能な軍事的概念が出てきたことである。これは現時点で見れば一見当たり前のようにも思えるが、認知されるまでかなりの時間を要した」と述べている。
ニコライ・ヴァルフォロメーエフとヴラジーミル・トリアンダフィーロフは縦深攻撃を正式に理論化し、打撃軍・砲兵・空挺部隊を一体化した諸兵科連合攻撃の有効性を唱えた。
トリアンダフィーロフは十数個師団からなる打撃軍を編成し、20～30kmの幅で集中突破させ他の軍が150～200kmの幅で敵軍の後退を阻止しないと突破は難しいと述べている。作戦術を連続させることで戦略的勝利を得る連続作戦理論の作成が1925年から開始され、連続作戦理論を原型とし、ドイツの機動戦理論を取り込んだ縦深攻撃ドクトリンがトゥハチェフスキーら改革派将校達により1920年末から1930年前半にかけて理論化された。
1920年代末から理論に基づいた諸兵科の機械化が推進され、1929年秋には西ヨーロッパ諸国に先駆けて常設の機械化軍団が編成された。
赤軍は機動戦に適合する一方でロシア帝国軍時代からの伝統である砲兵重視の火力主義を堅持し、敵軍の全縦深を対象とする火力集中を可能にするため砲兵軍団を創設。
スタフカは常に数個の砲兵軍団を戦略予備とし、砲兵軍団は効率的な火力集中を可能にするため支援対象の部隊に拘束されない高位な指揮権を有した。縦深攻撃ドクトリンは作戦規模の火力支援を行う砲兵軍と大規模な機械化軍による共同作戦を前提とする赤軍独自の機動戦ドクトリンとして発展し、1936年には赤軍野外教令が公布され、正式な戦闘教義となった。
縦深攻撃における攻勢部隊は主攻を担う打撃部隊と助攻を担う拘束部隊に分けられる。攻勢では両部隊のシンクロナイズが重視され、濃密に連携した打撃部隊と拘束部隊が二重三重に配置され梯団が形成される。複数の梯団が突破口を開き、大砲兵軍が敵軍の全縦深を麻痺させる。その後機械化部隊が敵縦深を踏破して無力化をはかり、航空部隊・空挺部隊が支援する。空陸一体の諸兵科連合戦闘を可能とした縦深攻撃ドクトリンは欧米諸国に先駆けて制定された、世界最先端の機動戦理論であり、その威力はドイツとの戦争で発揮されることになる。
ソビエトの軍事理論形成に大きな役割を果たしたのがドイツである。ヴェルサイユ体制で孤立していたドイツ・ソ連両国は軍事・経済上の連携を求め、1922年4月にラパッロ条約を締結し、両国の軍事交流が開始された。ドイツ軍は兵器生産用の工場設備をソ連領内へと移し、ヴェルサイユ条約で禁止された航空機や戦車の開発・量産を行った。またソ連から提供された演習場で航空部隊や機甲部隊の演習を実施した。その見返りにソ連領内で量産された最新兵器が赤軍に提供され、ドイツ軍参謀将校が赤軍将校を育成した。
ドイツ軍将校のハンス・シュパイデルは赤軍将校を評価し、「参謀訓練過程ではソ連将校の方が向上心の点でドイツ側をしのいでることを思いしらされた。語学上のハンディキャップにも関わらず、彼らはドイツ語の教本をほぼマスターしドイツの同期生をも凌ぐようになった。」と述べている。なかでも後に改革グループの中心となったトゥハチェフスキー元帥はドイツ軍将校から高い評価をうけた。
ドイツ軍将校のシャライヒャーは「来るべきロシアの軍事的政治的発展においてトゥハチェフスキーは大きな役割をはたすのに最適であると思われる。現赤軍指導部内の最も有能な軍人の一人であり、今後より高い地位につくことは疑いない。」と述べている。
ドイツ軍の機動戦理論や航空部隊・機甲部隊の運用は赤軍の理論形成にも大きな影響を与えた。一方で戦時の大動員が可能なソビエト軍の民兵制度に国民軍への発展を試みるドイツ軍将校は深い感銘をうけた。
1933年1月のヒトラー政権の成立後にドイツとソ連の交流は途絶えたが、トゥハチェフスキーは「ドイツ国民とドイツ国軍に関する赤軍の感情は従来通りである。ドイツ国軍が赤軍建設に決定的な役割を果たしたことを決して忘れはしない。」と述べ、ドイツとの軍事提携を高く評価している。一方で赤軍将校のドイツとの蜜月関係はスターリンの疑惑を招き、トゥハチェフスキーは後にドイツのスパイとして告発、粛清されている。

### 粛清期
1936年の時点で赤軍は世界最大の機械化軍と世界最先端の軍事理論を有していたが、スターリンの大粛清がこれらの成果を台無しにした。スターリン政権は当初軍の近代化・機械化に積極的であり、トゥハチェフスキーの改革を手厚く支援した。とくに砲兵はスターリン個人の庇護を受けて飛躍的に発展し、世界に類を見ない大砲兵軍へと成長をとげた。しかし1937年から1939年に行われた赤軍大粛清により、改革の中心となったミハイル・トゥハチェフスキー元帥への裁判と処刑を皮切りに、アレクサンドル・エゴロフ（元参謀総長）・ヴァシーリー・ブリュヘル両元帥の処刑など、ほとんどすべての高級将校が粛清された。優秀な将校団を一瞬で喪失した結果、トゥハチェフスキーが進めた機械化・近代化は停滞した。一方で粛清期に治安維持軍からの脱却を目指す改革が実施され、赤軍は外征用軍隊へと変貌を遂げている。ソ連の兵役義務は準備訓練、現役、予備役の3種類であり、現役は基幹軍か地域守備軍に配属された。1934年時点では治安維持が重視され、赤軍の全師団のうち、基幹軍の師団数26%にたいし、地域守備軍の師団数は74%であり、地域守備軍が過半数を占めていた。しかし翌年の1935年には基幹軍77%、地域守備軍23%と、比率が完全に逆転し、1936年～38年までに基幹軍の増員が大規模に実施されている。1935年に56個師団だった基幹軍は、1938年には130個師団に増員され、粛清期の改革により外征用戦力の拡大に成功した赤軍は第二次世界大戦での大規模な兵力投入が可能となった。このように粛清により全ての改革が停滞したわけではなかった。粛清後の赤軍はクリメント・ヴォロシーロフ、セミョーン・チモシェンコなど騎兵閥の軍人達が台頭した。なかでもノモンハン事件（ハルハ川戦争）での機械化戦力による日本軍殲滅を評価されたゲオルギー・ジューコフは急速に栄達し、1940年5月にはキエフ特別軍管区司令官に、1941年1月には参謀総長に就任した。後に彼はドイツとの大祖国戦争で中心的な役割を果たすことになる。

### ポーランド侵攻
1939年9月にドイツのポーランド侵攻が目前に迫ると、イギリス・フランス両国はソ連に接近した。スターリンは当初ドイツに対する安全保障体制に積極的であり、イギリス・フランスとの交渉を続けた。同年8月にイギリス・フランス両国は軍事使節団をモスクワに送り、国防人民委員ヴォロシーロフと協議した。ソ連側はポーランド通過権を求めたが、ソ連を警戒するポーランド政府は応じず、隣国のルーマニア政府も反対した。結局イギリスとフランスの使節団はソ連側にポーランド政府を説得すると約束したが、ソ連側は大きな不信感を抱いた。スターリンは対独安全保障体制からの離脱へと舵をきり、ナチスと妥協する道を選んだ。1939年8月24日に両国は独ソ不可侵条約を締結して秘密議定書では東欧の再分割を約束し、ソ連はバルト三国、ポーランド東部、フィンランドを勢力圏にすることをドイツ政府に認めさせた。9月にドイツ軍がポーランドに侵入すると、モスクワ指導部はドイツ軍の迅速な進撃に驚き、即座に軍の動員を開始した。キエフと白ロシアの両軍管区で戦線（方面軍）が設立され、9月17日にポーランドへの侵攻を開始した。急な動員のため編成が間に合わず、騎兵と機械化部隊の混成部隊が臨時に編成された。しかし、これらの機動集団も兵站が追いつかず、前進速度を維持するために稼働車両を減らして燃料を確保した。赤軍はブク川の分割地点まで迅速に到達したが、兵站面で多くの課題を残した。ポーランド分割後、ソ連はバルト三国の併合に乗り出し、相互不可侵条約の締結と赤軍の駐留権を各国政府に認めさせた。1940年6月には赤軍がバルト諸国を制圧下に置き、各国政府は解体されソビエト連邦を構成する共和国として編入された。同時期にルーマニア政府に対してベッサラビアの割譲を要求、キエフ軍管区が南部戦線を編成し圧力をかけた。南部戦線の第9軍がベッサラビアおよび北ブコビナを制圧した。

### 冬戦争
ソ連の領土要求に対して唯一軍事的に反抗したのがフィンランドだった。ソ連政府はカレリア地峡、コイビスト島、ホグランド島などフィンランド政府に領土の割譲を迫った。1939年10月から同年11月にかけて実施された交渉が失敗に終わると、レニングラード軍管区所属の各軍がフィンランドへの侵攻を開始した。ソ連側はフィンランドの抵抗を侮り、戦線の編成も実施されず準備不足のまま戦争に突入した。主力の第7軍がカリレア地峡のマンネルヘイム線を突破し、第8軍がラドガ湖方面から、第9軍がラーテ方面から、第14軍がラップランド地方から進撃する予定だった。第7軍はマンネルヘイム線突破のため、5個狙撃師団と2個戦車旅団を第1梯団とし、3個狙撃師団を第2梯団、1個戦車軍団と1個狙撃師団を予備とした。一方のフィンランド軍はマンネルヘイム線に6個師団を配置、戦力は赤軍の半分に満たなかった。しかし、マンネルヘイム線はコンクリートのトーチカや砲台、地雷原、鉄条網に覆われ、河川や森林、沼沢地帯と連結した非常に堅固な要塞線だった。12月12日、ソ連第7軍は総攻撃を開始したが、ひたすら同じ地点に攻撃を繰り返し、諸兵科の連携も機能せず、各部隊がバラバラに戦った。航空支援や準備砲撃も全ての陣地にまばらに実施され、目標が特定されなかった。戦車部隊も集結が間に合わず、フィンランド軍の対戦車部隊に狙い撃ちにされ次々と破壊された。第7軍は12月下旬に攻撃を夜襲に切り替えたが、フィンランド軍はサーチライトで暗闇を照らして応戦し、結局マンネルヘイム線の突破は断念するしかなかった。ラーテ街道に進撃した第9軍も第163狙撃師団と第44機械化師団が敵中で孤立、フィンランド軍のモッティ戦術により細切れに分断され、2個師団が事実上全滅した。全ての攻勢に失敗した赤軍は指揮系統と戦術の再編に乗り出す。各軍を統率する北西戦線司令部が設立され、内戦期の英雄セミョーン・チモシェンコが司令官に就任。第7軍には2個軍団が増援として送られ、新設された第13軍が総攻撃の支援に徹することになった。機械化戦の権威ドミトリー・パヴロフは狙撃軍団、騎兵軍団、戦車旅団をそれぞれ一個合わせた特別機動集団を編成、この集団を氷上から迂回突破する主戦力とした。また要塞攻略用に、狙撃中隊に機関銃中隊、工兵、砲兵、装甲車両を加えた特別集団が多数編成され、支援砲兵部隊も火力の集積と特定目標への集中砲撃戦の訓練が施された。十分な戦力を整えた赤軍は、1940年2月に攻勢を再開した。突撃集団は準備砲撃の弾幕に隠れながら接近し、正面攻撃を避け迂回して各トーチカや砲台を制圧した。支援砲撃も大幅に改善され、特定地点に十分な打撃を与え突撃を支援した。2日半の激戦の末、第50狙撃軍団がスムマ地区で第一防衛線を突破、3個戦車旅団が突破口から戦線を拡大し、フィンランド軍は第二防衛線への後退を余儀なくされた。第二防衛線も赤軍は4日で突破、パヴロフの特別機動集団は凍結したラドガ湖を経由してヴィープリを占領した。すでに後方陣地まで赤軍が浸透しており、マンネルヘイム線の突破は時間の問題だった。フィンランド政府は講和に応じ、ソ連は要求した以上の領土を得たが、その代償は大きかった。5万人近い戦死者と15万8000人の負傷者を出し、世界有数の軍事力を有するソ連の威信は失墜することになる。

### チモシェンコ改革
1939年11月から1940年3月まで続いた冬戦争の失敗により、ソ連は全力をあげて赤軍の点検と改革を実施した。まず国防人民委員ヴォロシーロフが更迭され、冬戦争で結果を出したチモシェンコが後任に就任した。大粛清以来抑制されていた将校の権威と特権が復活、階級制が再導入され、政治将校の権限が低下し指揮系統が一元化された。また粛清で途絶えた機械化部隊の再建も実施され、新任の機甲兵総監ヤーコフ・フェドレンコ中将は機械化軍団の復活を要求。スターリンは8個機械化軍団の創設と、独立戦車師団の追加を了承した。機械化軍団は2個戦車師団と1個自動車化師団から成り、3万人の人員と1000両の戦車を持つ。またハルハ川やフィンランドで功績を上げた有能な将校達が次々と抜擢された。グリゴリー・クリークやキリル・メレツコフ、ヴォロシーロフといった古株の将校は一線をひき、ゲオルギー・ジューコフやミハイル・キルポノスといった新世代の将校が軍の中心にたつことになる。大幅な人事の変更は長期的に見ると大きな利益をもたらしたが、独ソ戦の時点で将校の75パーセントが現職について1年未満だった。1940年12月にはモスクワで高級将校を集めた会議と図上演習が実施された。第1機械化軍団長のロマネンコ中将はトゥハチェフスキーの縦深作戦への回帰を主張し、独立した補給体系と支援体系を持つ機械化軍を創設すべきだと主張した。ロマネンコの主張はクリーク元帥をはじめとする保守派の反発を招き、スターリンは保守派を支持したため、機甲兵力の最大単位は機械化軍団にとどまった。図上演習では対独戦を模した演習が実施され、即時攻勢を主張するパヴロフと守勢を重視するジューコフが戦った。演習は2回ともジューコフの圧勝に終わり、パヴロフ案を支持していたメレツコフは参謀総長を解任され、ジューコフが後任となった。

### 戦争準備
1935年以来ソ連最大の仮想敵はドイツだった。ドイツ軍の侵入に備えた防衛計画の研究と作成が1938年に始まった。ソ連の欧州部はプリピャチ沼沢地によって南北に分断され、赤軍参謀本部は北の白ロシアに重点を置くのか、南のウクライナに重点を置くのか選択を迫られていた。参謀総長ボリス・シャポシニコフの計画案では南北どちらにも重点を置き、戦力を均衡に配置することになっていた。1940年7月には参謀本部作戦部長代理のアレクサンドル・ヴァシレフスキー少将がミンスク～スモレンスク～モスクワ軸を重視する防衛計画を提示した。この計画ではドイツ軍だけでなく、日本、ハンガリー、ルーマニア、イタリアなど同盟諸国の参戦も想定され、枢軸国軍270個師団が展開すると予測された。ヴァシレフスキーはドイツ軍がモスクワ方面に歩兵123個師団と装甲師団10個を差し向けると予想、赤軍
戦闘部隊の大半を白ロシアに配置した。しかしスターリンは南を重視していた。国防人民委員チモシェンコはヴァシレフスキー案を退け、8月にメレツコフが参謀総長に就任すると計画案は大幅に改訂され、10月には南のウクライナに重点を置く新たな防衛計画が採用された。この10月計画の正しさを証明するために、12月に図上演習が実施されたが、参謀本部はジューコフに叩きのめされた。この演習の結果、ジューコフが参謀総長に昇進し、防衛計画は大幅に見直された。ジューコフはドニエプル川に予備戦線を配置して決戦兵力とする新たな防衛計画を立案した。結果的にこの予備兵力がドイツ軍の侵攻を阻止することになる。ジューコフが手直しを加えた計画が動員計画41（MP41）として正式に了承されることになる。MP41では171個師団が3つの作戦梯団に編成され、縦深的に配置された。第一梯団は国境要塞を守備する援護兵力であり、軽装備の57個師団が配置された。第二梯団・第三梯団は決戦兵力として多くの兵力が集中され、第二梯団に52個師団、第三梯団に62個師団が配置され、20個機械化軍団の大部分も第二・第三梯団に配置された。これらの兵力は戦時には5つの戦線に転換し、前進兵力となる。さらに前進兵力とは別に完全に独立した戦略梯団が予備戦線として、ドニエプル～西ドヴィナ川のラインに配置された。ドイツはこの兵力の存在を開戦まで掴めなかった。赤軍は前方に戦力を集中させてしまい、またドイツ軍の主軸をウクライナだと誤認してしまった。ドイツ軍は国境から近い場所での包囲殲滅と白ロシアへの主攻を決定していたので、赤軍は状況判断を完全に見誤っていた。1941年4月から6月にかけて赤軍は急ピッチで動員計画を進め、極東や内陸部の軍管区から西部国境に戦力を移動させた。また80万人の予備役を招集して100個師団を編成し、国境要塞地帯の守備に配置した。しかし、急遽動員された影響で国境に集められた赤軍は装備も練度も訓練も貧弱で、数ですらドイツ軍に劣っていた。赤軍の作戦概念は依然としてトゥハチェフスキーの縦深作戦理論に基づく攻撃的なものであり、防御に対する指揮と作戦計画を怠っていた。またスターリンの一寸の土地も渡すなという政治的な方針で、赤軍は国境線に沿った要塞防御に拘り、ロシア内戦期のような流動的な機動防御が封じられた。各指揮官も処罰を恐れて全ての地点に均衡に戦力を配置し、重要地点への兵力集中を怠った。要塞地帯もポーランド占領により国境が西に移動したため、防衛線の書き直しを余儀なくされ、開戦までに新しい要塞線の建設は間に合わなかった。ジューコフは旧国境での防衛を主張したが許されず、やむをえない判断で一部の予備兵力のみを配置した。またドイツの装甲集団のような単独で敵を突き破る機甲兵力単位を欠き、機械化軍団も各師団が防衛を支援する名目で分散して配置された。縦深作戦を実施しようにも機械化軍団は各地に分散されて集中が困難であり、兵站面でも作戦の実施は不可能だった。各機械化軍団の装備も定数を充足した軍団はほぼなく、旧式の軽戦車のみであり、T-34やKVのような新鋭戦車が配備された軍団も、異なった車種が混雑し連携は困難だった。1941年6月当時、赤軍は過渡期にあり、組織・指揮・装備・配置・防衛計画のどれもが途次にあった。赤軍の戦力が最も脆弱だったその時に、絶頂期にあったドイツ軍が攻撃を仕掛けてきたのだった。

### 大祖国戦争1941年6月～1942年11月
緒戦での敗北は赤軍の軍・軍団・師団の戦力を破滅的に減衰させ、指揮官と支援用兵器の不足に対応するには、赤軍機構そのものの単純化が必要だった。
軍団単位の解体により、軍司令部は狙撃師団を直接掌握することが可能になった。狙撃師団自体も兵員や物資の不足に対応するため簡素化され、師団にくみこまれていた対戦車砲隊、野砲隊、高射砲隊、機甲車両隊などの「特化部隊」が切り離され、各軍司令官が戦況に応じて自由に配分出来るようになった。兵員が定員割れした師団は旅団として再編成され、経験の浅い新任将校にとって旅団単位の指揮は現実に適していた。機械化軍団は全て廃止され、再編成された師団や旅団は歩兵支援にまわされた。機械化され機動戦用に設計された赤軍は解体され、縦深攻撃の教義を一旦捨て去ることで、現実に適した部隊編成と兵力の集積を成功させた。
1941年冬～1942年春にかけて枢軸軍の攻撃に順応していった赤軍は縦深作戦の概念を復活させた。モスクワ冬季攻勢を指揮したゲオルギー・ジューコフは完全装備の部隊を集めた打撃集団を創設、打撃集団を狭い正面に集中投入することで、ドイツ軍の戦線をこじ開け攻勢を成功させた。ジューコフの命令は最高総司令部によって制度化され、全ての戦線司令部は攻勢時に打撃集団の編成が義務付けられた。狭い戦闘正面に戦力を集中することで、特定のドイツ軍部隊に兵力上の圧倒的優勢を実現させるためだった。また最高総司令部は砲兵の運用法も制度化し、三段階に分けた砲撃支援の指令を出した。最初の段階では陣地に火力を集中し、機甲部隊と歩兵が前進を始めたら抵抗拠点に火力を集中、戦線が進むにつれ砲撃支援をより後方へ移動させる。この指令は従来の軍事ドクトリンの確認に過ぎなかったが、砲兵の効果的な運用について重大な改善をもたらした。戦前軽視されていた縦深防御への注力は、対戦車陣地や複合陣地を産み出し、モスクワとレニングラードでの成功をもたらした。また赤軍は1941年に壊滅した機械化兵力の再建に全力を注いだ。新しい機械化兵力の創設は装甲兵総監フェドレンコ上級大将の任務だった。フェドレンコは各種兵科を統合した機械化部隊の構想と概念を復活させ、ドイツの装甲師団に匹敵する戦車軍団を創設した。2個戦車旅団に1個自動車化狙撃旅団を加えた総計5603人と戦車100両の編成だった。フェドレンコはさらに1個戦車旅団と持続的な諸兵科共同作戦に必要な各種支援戦闘部隊を加えた総員7800人と中戦車98両、軽戦車70両の編成に切り替え、このタイプの戦車軍団が1942年中に28個編成された。9月になるとフェドレンコはさらに大きな機械化軍団の創設を試みた。夏の戦闘で歩兵の損害が大きかったことから従来の機械化軍団に機械化旅団3個と1個戦車連隊、1～2個戦車旅団を加えた新しい機械化軍団を創設、総員1万3559人、戦車204両の編成になった。この新しいタイプの機械化軍団は8個しか創設されなかったが、フェドレンコは戦いを通じてより効果的な編成を考え、1943年にはドイツの装甲軍に匹敵する各兵科を統合した真の機械化兵団を産み出すことになる。1942年製機械化軍団は1941年製に比べるとコンパクトになり、狙撃軍を支援する機動兵力としては理想的な集団だった。しかし縦深が100キロ以下の小規模な突破にしか運用出来ず、大規模な包囲作戦を実行するにはもっと大きな戦闘単位の機械化兵力が必要だった。赤軍は残っていた機材の総力を挙げて機械化兵力の再建に取り組むことになる。

### 大祖国戦争1942年11月～1943年12月
1941年の赤軍は現実に対処するため、精密な軍事ドクトリンを捨て去り、極度に単純化されていた。42年～43年にかけて試験され、44年～45年にかけて完成することになる新生赤軍は精巧に組み建てられ、戦術概念に磨きをかけながら、急速に理想的な縦深作戦を遂行できるレベルに発展していった。

## マスキロフカ

### 概要
マスキロフカ（маскиро́вка）とは赤軍が軍事教義として発展させた欺瞞作戦の総称。偽装から欺瞞に至るまで、軍の欺瞞のための広範な措置を含んでいる。赤軍は軍事的欺瞞を戦闘活動と軍隊の日常活動を確保する手段と定義し、ウラヌス作戦やバグラチオン作戦など大祖国戦争における主要な攻勢作戦でも用いられ、作戦の成功に大きく貢献した。赤軍の軍事的欺瞞の研究は1920年代から開始され、1929年の赤軍野外教令では「驚きは敵に大きな効果を与える。このため、全ての部隊の作戦が最大の隠蔽とスピードで達成されなければならない。」と述べられている。1936年の赤軍野外教令でも火力や部隊の集中や移動に対する、軍事的欺瞞の重要性が述べられている。

### ルジェフ＝ヴャジマ攻勢
独自の欺瞞作戦を持つ最初の攻勢は、ゲオルギージューコフの指揮するルジェフ＝ヴャジマに対する攻撃だった 。ジューコフはユーフノフ近郊での集中を200km装うことを決め、偽装部隊として4個中隊と3個狙撃兵中隊、122台の車両、9両の戦車を割り当てた。偽装部隊は偽装戦車を造り、ユーフノフを攻撃する準備をするように装った。ラジオは偽の交通情報を流し、ドイツ軍をかく乱した。ドイツ軍はジューコフの欺瞞に誘導され、実際には使用されてない鉄道線に空爆を繰り返し、3つの装甲部隊と1つの自動車化部隊をユーフノフ地区に派遣。本物の部隊は夜間に密林地帯を移動したため、ドイツ軍情報部に察知されなかった。その隙にジューコフは自ら指揮する第32軍と第20軍の進撃を成功させ、1日に40Km進撃した。

### 天王星作戦
赤軍は包囲作戦の意図を秘匿するため、入念な欺瞞作戦を実施した。各部隊は夜間にのみ移動し、無線通信は大幅に削減された。攻撃予定地点でもドン川に建設された5本の橋を隠すため、17本の偽橋が建設された。16万の将兵がヴォルガ川を渡って配置につき、最終的に100万以上の将兵がドイツ軍に気付かれることなく移動した。またモスクワ正面に布陣する中央軍集団の兵力移動を阻むため、ジューコフがルジェフ攻勢を開始。ドイツ軍の目をルジェフに引き付け、天王星作戦への予備兵力集中を成功させた。歴史家デイビット・グランツはこれだけ大規模な軍事行動の隠蔽は、赤軍の「最大の偉業」だと評価している。

### クルスクの戦い
1943年クルスクの戦いではイワン・コーネフが指揮するステップ戦線を中心に、大規模な欺瞞作戦が実施された。地雷、対空砲などが配置された防御陣地は入念に隠され、守備部隊は夜間にのみ移動した。赤軍は偽の飛行場建設、偽の無線通信、偽の物資の集中、陽動攻撃とあらゆる技法を用いて戦力を秘匿した。ドイツ軍は攻撃を開始するまで、赤軍の地雷原や砲撃陣地を察知することができず、思わぬ抵抗を受けることになる。

### バグラチオン作戦
バグラチオン作戦では攻撃の規模と目的についてドイツ軍を欺くため、軍事的欺瞞が戦略レベルで応用された。スタフカは攻撃の主軸はウクライナ方面だとドイツ国防軍に誤認させるため、入念な情報操作と戦力移動の秘匿を行った。厳格な通信封鎖と夜間移動の徹底、巧妙な偽装による大軍の隠蔽に加え、白ロシアでは防御拠点の構築に力点を置いて守勢をアピールし、一部の部隊はウクライナに移動していると見せかけるなど、軍事的欺瞞を戦略、作戦、戦術の3つの階層で徹底した。ドイツの諜報機関は見事に欺かれ、攻勢作戦の時期、場所、戦力を完全に誤認した。攻勢正面の中央軍集団から強力な装甲部隊をウクライナの北ウクライナ軍集団に引き抜き、攻勢目前に白ロシアの戦力を大幅に低下させた。結果白ロシアの中央軍集団は短期間で破壊され、ドイツ東部戦線は急速に崩壊することになる。

## 組織

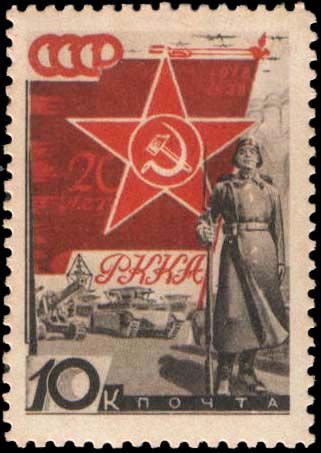
赤軍郵票(1938)

1941年6月22日時点での組織。

### 統制機構
- 国防人民委員部
- 赤軍参謀本部

### 軍事行政単位
- アルハンゲリスク軍管区（英語版）
- レニングラード軍管区
- 沿バルト特別軍管区（英語版）
- 西部特別軍管区（ロシア語版）
- キエフ特別軍管区
- オデッサ軍管区（英語版）
- 北カフカーズ軍管区
- ザカフカーズ軍管区
- モスクワ軍管区
- 沿ヴォルガ軍管区（英語版）
- 中央アジア軍管区（英語版）
- ウラル軍管区（英語版）
- シベリア軍管区
- ザバイカル軍管区
- ハリコフ軍管区（英語版）
- オリョール軍管区（英語版）
- 極東戦線

### 海軍
海軍は、海軍人民委員部に所属していた。
- 北方艦隊
- バルト艦隊
- 黒海艦隊
- 太平洋艦隊
- 北太平洋小艦隊（ロシア語版、英語版）
- アムール小艦隊（ロシア語版、英語版）
- カスピ小艦隊
- ドナウ川小艦隊（ロシア語版、英語版）
- ピンスク小艦隊

## 兵科

### 砲兵
赤軍の軍事教義において、砲兵火力は機動力の保証と位置づけられている。第一次大戦後、西欧諸国では機動戦理論の発達とともに砲兵能力が縮小されたが、ソ連は例外的に火力主義を堅持し砲兵能力を向上させた。赤軍砲兵は狙撃兵師団を支援する師団砲兵（砲兵連隊）が主力である。各師団は任務に応じて、上級司令部から支援用の師団砲兵を増強され、砲兵軍司令部は師団砲兵を振り分ける管理を担う。特筆すべきなのは組み換えの柔軟性である。砲兵軍司令部は支援対象の師団司令部に拘束されない高位の指揮権を有し、戦況に応じて支援対象を変えられた。こうした運用面での柔軟さが諸兵科連合戦闘を円滑にし、クルスクの戦いではパックフロントの原型である対戦車火制地帯を生み出した。1943年には軍団砲兵が創設され、より大きな砲兵グループの編成が可能となった。
連隊支援砲兵群
師団軽砲兵連隊が基幹となり、突撃部隊である狙撃兵連隊を砲兵大隊が支援する。戦車中隊には戦車砲中隊が随行する。
破壊砲兵群
155mmカノン榴弾砲を持つ榴弾砲連隊を基幹とし、軍団か軍から重砲を配属される。トーチカや要塞などのコンクリート施設への攻撃用に編成される。
遠戦砲兵群
対砲兵戦、阻止砲撃を担い、通信施設、物資集積地、司令部を目標とする。
連隊砲兵群
連隊砲兵大隊が基幹となり迫撃砲や歩兵砲で突撃グループ先鋒を支援する。

### 機械化軍
赤軍は戦争の階層構造に「作戦」という中間領域をおき、戦略と戦術をつなげる術策として作戦術を生みだした。また決勝会戦が生起しないという現代戦の前提にたった上で敵を殲滅するには、個々の会戦ごとに作戦を立案するのではなく、複数の会戦をまとめて「戦役」としてのグランドデザインを作り戦略目標につなげる必要があると考え、連続作戦理論を導入した。連続して作戦を実施するには機動力とそれを保証する火力が必要となる。そこで赤軍が注目したのが機械化兵団だった。赤軍野外教令では機械化兵団の特性を高度な機動力と絶大な火力、打撃力にあると述べている。殲滅戦を目指す赤軍の戦闘原則は作戦次元の機動戦で敵軍を無力化し、作戦を繰り返した結果として戦略次元で敵を破壊することにある。機動戦の主役である機械化兵団は赤軍の戦闘教義の根幹を担う兵科であり、ソ連は機械化の推進に全力を注いだ。ソ連の主力となる戦車T-34は、連続作戦に耐えうる火力と機動力を兼ね備えた戦車として用兵思想上開発された戦車である。
遠距離行動戦車群
全縦深の突破を担う快速の機動部隊であり、基幹は旅団。主に戦術単位での最遠方で敵と戦い、戦術次元で運用される。遠距離行動戦車群の任務は敵陣地帯の後方に突入して、敵の予備隊、司令部および主力砲兵群を叩き、敵主力の退路を遮断することにある。基本的には歩兵と歩兵支援戦車群が敵陣地帯第一線を突破し、防御火力に混乱が生じた時に投入される。投入時は大隊ごとに砲兵火力の支援をうけられる。敵陣地が堅固な場合は、歩兵が敵陣地帯第一戦を制圧し、戦車の進撃路を確保してから投入される。また砲兵支援火力を欠いた上での投入は固く禁じられている。

機械化軍団
主に作戦次元で運用され、軍か正面軍（戦線）の直轄となる。正面軍直轄時には3個軍団で1つの作戦集団が編成される。その任務は戦略次元での包囲翼を形成し、敵の背面や側面を突き、主力の退路を遮断することにある。攻撃時には第一梯団の後方に配置され、防御作戦でも機動的に運用される。

戦略騎兵
内戦時に赤軍の機動部隊として活躍した騎兵軍は、戦車部隊の配備後も露外機動力を期待され存続した。森林や沼沢地の多い欧露では不整地踏破能力の高い騎兵の価値は高く、軍の機械化とともに騎兵の機械化が推進された。こうして十分な火力と打撃力を付与された機械化騎兵が編成され、大祖国戦争でも活躍することになる。1930年後半には各騎兵師団に1個戦車連隊（64両）が配備され、騎兵軍団には2個戦車連隊と1個対戦車自走砲連隊が配備された。その任務は機械化兵団同様、包囲翼の形成、敵背後への突入、突破口の拡大、追撃行動など機動力を生かしたものとなっている。兵員輸送車両の開発が遅れていた赤軍は、機械化騎兵で不整地領域での機動力、打撃力を補い縦深攻撃理論を完成させた。

## 赤色海軍
赤軍は旧帝国海軍から接収した艦艇群を社会主義労農赤色艦隊として編成した。その規模は小さく海軍は赤軍の一部門に過ぎなかった。スターリン政権下では大規模な海軍建設が推進され1936年7月に「海軍艦艇大建艦」プログラムが承認された。同プログラムにより、1937年から1941年にかけて「А(アー)」型戦艦8隻、「Б(ベー)」型戦艦16隻、軽巡洋艦20隻、嚮導艦17隻、駆逐艦128隻、潜水艦344隻を内訳とする計533隻の大海軍が建設されることが予定された。1939年4月にはニコライ・クズネツォフが海軍人民委員に任命され、同年8月にスターリンらの政府首脳に対して「労農海軍建艦10か年計画」を提出した。同計画により計699隻の艦からなる海軍の建設が推進された。

## 将校
赤軍を指導した将校団は兵卒や下士官上がりが多く、労働者や農民など平民層の出身者が多数を占める。ユンカー出身者が多いドイツ国防軍とは対照的であり、第一次世界大戦で高級将校として経験を積んだ将校は非常に少なかった。故に赤軍の高級将校は非常に若く、ミハイル・トゥハチェフスキーは1935年に42歳で元帥に任命され、ゲオルギー・ジューコフは1941年に44歳で参謀総長に就任している（同時期の各国の参謀総長と比較するとアメリカ陸軍参謀総長ジョージ・マーシャル61歳、日本陸軍参謀総長杉山元61歳、ドイツ陸軍参謀総長フランツ・ハルダー57歳、イギリス陸軍参謀総長アラン・ブルック58歳）。赤軍はロシア人将校が多数を占めたがソ連邦元帥の中には非ロシア系将校も少なからず存在し、コンスタンチン・ロコソフスキー元帥は父がポーランド人であり、イワン・バグラミャン元帥はアルメニア人、アンドレイ・エリョーメンコ元帥はウクライナ人である。クルスクの戦いで活躍した第5親衛戦車軍は将校6645人中4520人がロシア人、1210人がウクライナ人、323人がユダヤ人、202人がベラルーシ人、78人がタタール人。

## 編成

### 正面軍
赤軍の最高単位は正面軍（方面軍、戦線）であり、最高司令官に直属する。二つ以上の正面軍を統括する場合は戦域軍（戦区軍）が設置される。
複数の正面軍の作戦指導は最高司令官が任命した最高司令官代理（スタフカ代表）が担う。正面軍は複数の諸兵科統合軍を基幹とし後方補給部隊と支援用の飛行軍を持つ。また必要とするときは機械化軍や砲兵軍を直属の部隊として加えることもある。

### 軍
複数の狙撃師団を基幹とし直属部隊（戦車旅団・騎兵軍・砲兵連隊など）と後方補給部隊を持つ諸兵科統合軍。作戦攻勢時には打撃軍の名がつく時がある。目覚ましい戦功をたてた軍は「親衛」の称号があたえられる。

### 軍団
狙撃軍団と機械化軍団が戦略単位として設置されることがある。
機械化軍団は2個戦車師団と１個自動車化狙撃師団、オートバイ連隊を基幹とし後方支援用の通信・工作支援大隊を持つ。独ソ開戦時、単位の巨大さから運用の困難さが指摘され1941年7月に解体された。1943年に復活。

### 師団
狙撃3個連隊を基幹とし砲兵連隊と後方補給部隊を持つ。西欧の軍隊に比べ師団の兵員数が少なく8000～9000人程度である。

## 階級
赤軍は職業軍隊の組織と階級を帝政の遺産として放棄したため、個人的な軍階級は否定された。階級に変わって、役職の略称である職位制度が導入された（連隊司令官など）。1935年に軍階級が復活し、1940年にはチモシェンコ改革の一環として将軍の階級が復活した。ロシア帝国の階級章を修正した階級章が1943年に再導入された。

## 勲章

### 赤旗勲章
赤旗勲章は、1918年9月16日に制定された。ソ連最初の勲章。民間人を対象とする赤旗労働勲章と差別化するため軍務労働勲章と呼称されることもある。

### レーニン勲章
レーニン勲章は、1930年4月6日に制定された。軍人だけでなく民間人や政治家にも授与された。

### 赤星勲章
赤星勲章は、1930年4月6日に制定された。国防・治安関係者限定の勲章。

### ソビエト連邦英雄
ソビエト連邦英雄、1934年4月16日に制定された。下士官から元帥にわたり階級に関係なく授与された。主な授与者はゲオルギー・ジューコフ、セミョーン・チモシェンコ、レオニード・ブレジネフ。

### 祖国戦争勲章
祖国戦争勲章は、1942年5月30日に制定された。独ソ開戦後に初めて制定された勲章。受勲に必要な具体的な戦果が規定され、授与者の死後も遺族の保持が認められた。

### スヴォーロフ勲章
1942年7月29日に制定された。帝政ロシアの名将アレクサンドル・スヴォーロフの名を冠した勲章。指揮官専用の勲章であり、階級によって等級が異なる。部隊に授与されることもあった。

### クトゥーゾフ勲章
1942年7月29日に制定された。帝政ロシアの名将ミハイル・クトゥーゾフの名を冠した勲章。スヴォーロフ勲章と同じく指揮官専用の勲章だが、1945年には戦車生産に尽力したチェリャビンスク・トラクター工場に授与された。

### アレクサンドル・ネフスキー勲章
1942年7月29日に制定された。中世ロシアの英雄アレクサンドル・ネフスキーの名を冠した勲章。下級指揮官専用の勲章。基本的に前線指揮官に授与されるため受勲者の戦死率は極めて高かった。

### ボグダン・フメリニツキー勲章
ボグダン・フメリニツキー勲章は、1943年10月10日に制定された。ウクライナの英雄ボグダン・フメリニツキーの名を冠した勲章。ウクライナ語表記の勲章であり、ロシア語以外の表記はこの勲章がはじめて。ウクライナ解放を目指す諸作戦の最中に制定され、受勲者は第1～4ウクライナ正面軍に属している将校が多かった。

### 勝利勲章
勝利勲章は、1943年11月8日に制定された。指揮官や政治家、国家元首専用の勲章であり、受勲の対象者は大作戦を成功に導いたものに限られる。主な受勲者はヨシフ・スターリン、アレクサンドル・ヴァシレフスキー、ルーマニア国王ミハイ1世。

### 栄光勲章
1943年11月8日に制定された。対象者は一般の兵卒と曹長以下の下士官。敵陣に一番乗り、夜間の切り込みで敵軍の資材集積所を破壊など困難な任務を達成した兵士に授与された。

## 戦歴
- ロシア内戦（1918年 - 1922年）
- ポーランド・ソビエト戦争（1919年 - 1921年）
- 中ソ紛争（1929年）
- 張鼓峰事件（1938年）
- 第二次世界大戦（1939年 - 1945年）
  - ノモンハン事件（1939年）
  - ポーランド侵攻（1939年）
  - 冬戦争（1939年 - 1940年）
  - 独ソ戦（大祖国戦争）（1941年 - 1945年）
  - ソ連対日参戦（1945年）

## 主要人物
革命直後〜内戦期

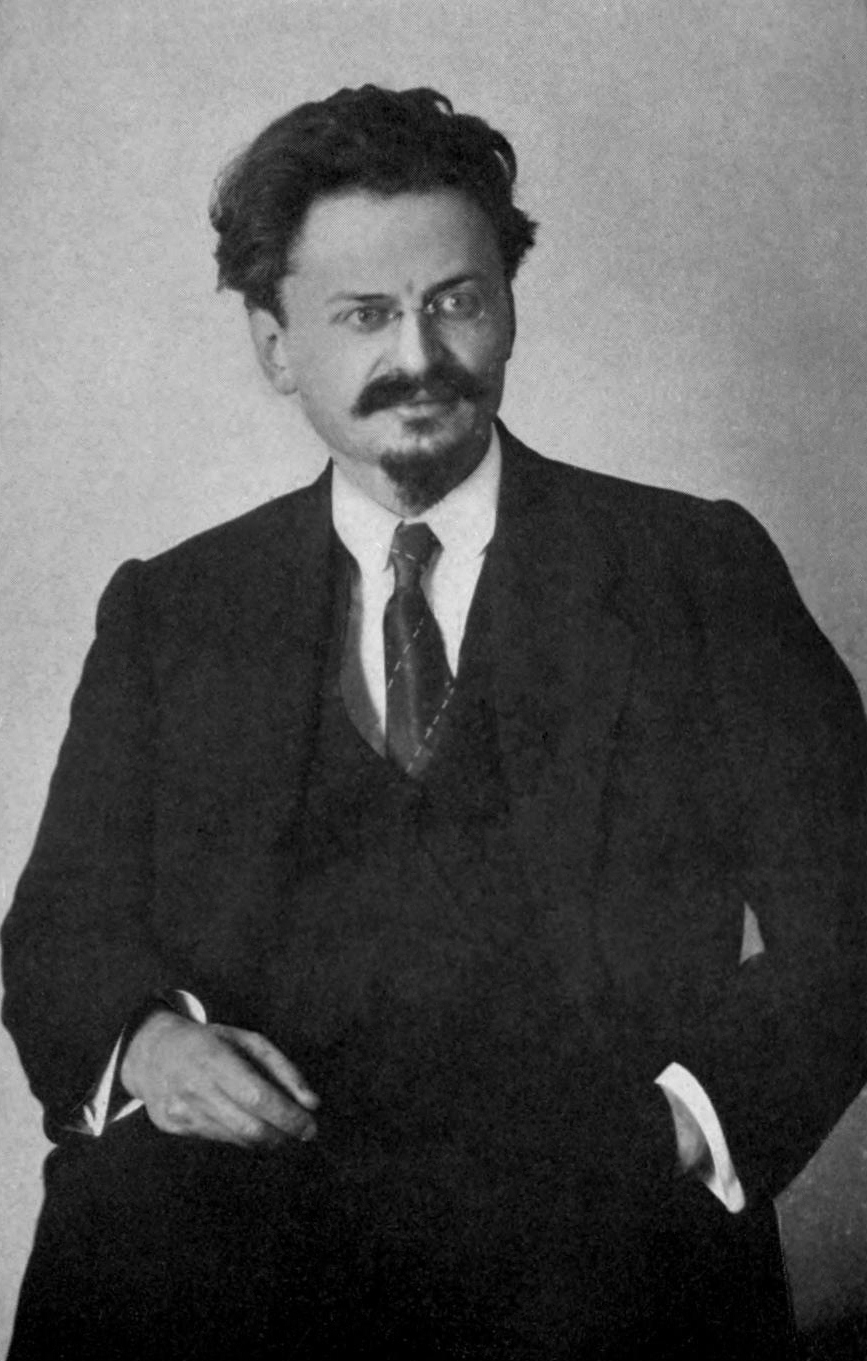
レフ・トロツキー(1921年)
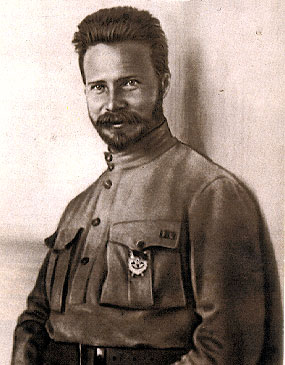
ミハイル・フルンゼ(1920年)
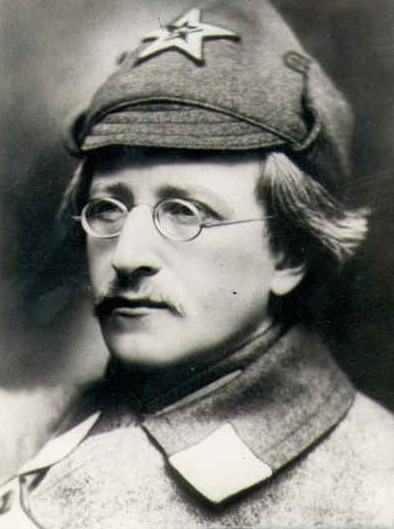
ウラジミール・アントノフ＝オフセーエンコ（英語版）(1919年)
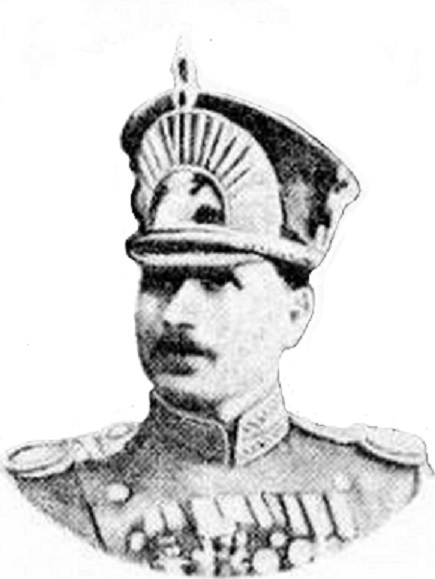
ミハイル・ムラヴィヨフ(軍人)（英語版）(1916年)
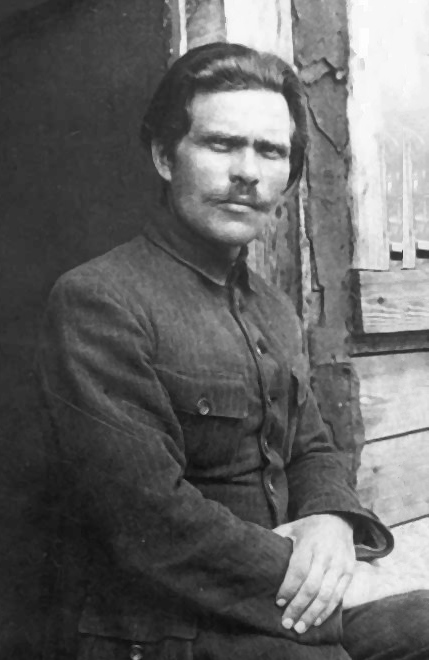
ネストル・マフノ(1921年)
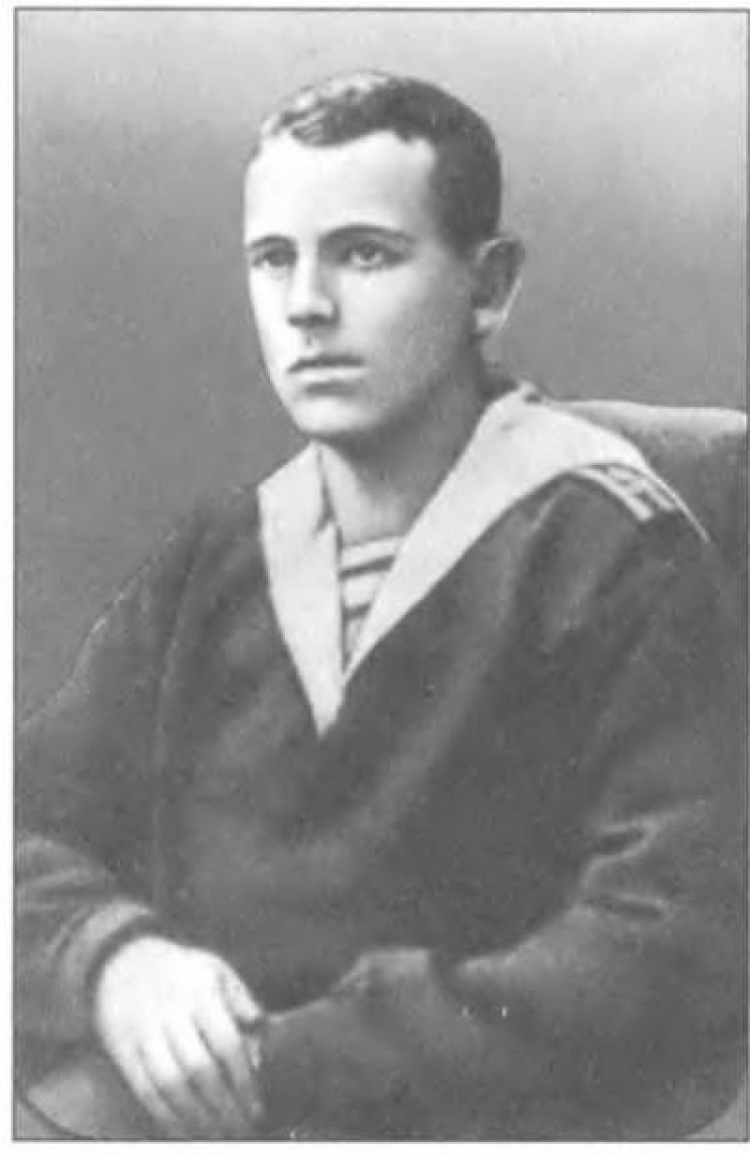
フョードル・ラスコルニコフ(1916年頃)
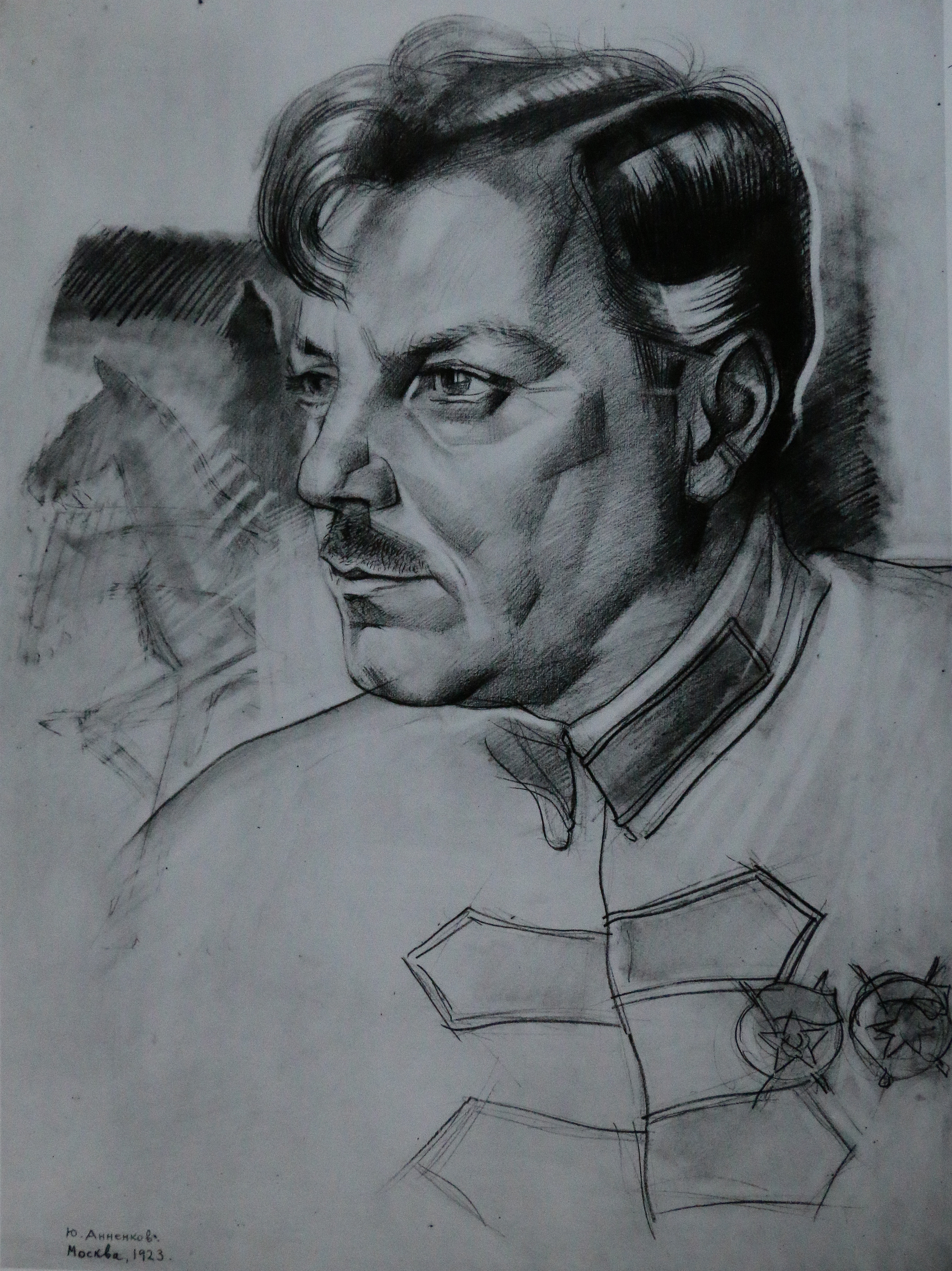
クリメント・ヴォロシーロフ(1923年)
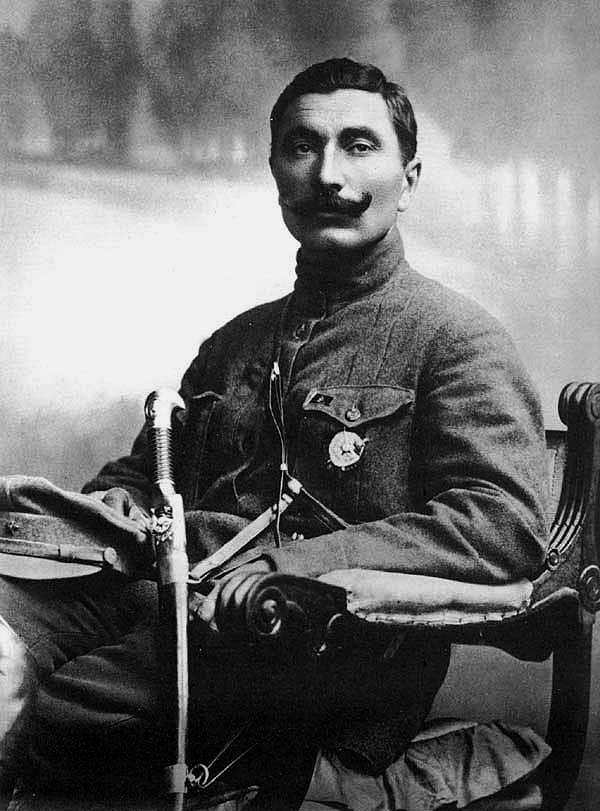
セミョーン・ブジョーンヌイ(1921年)
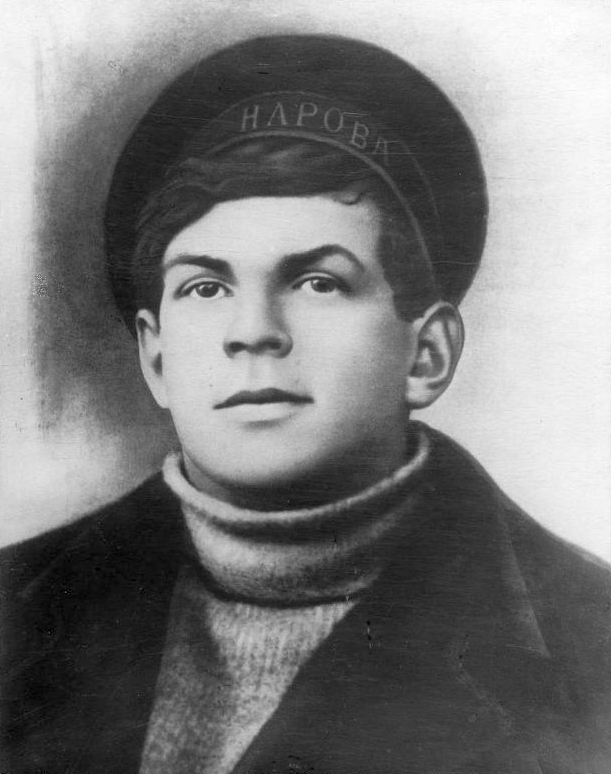
アナトリー・ジェレズニャコフ(1918年〜1919年頃)
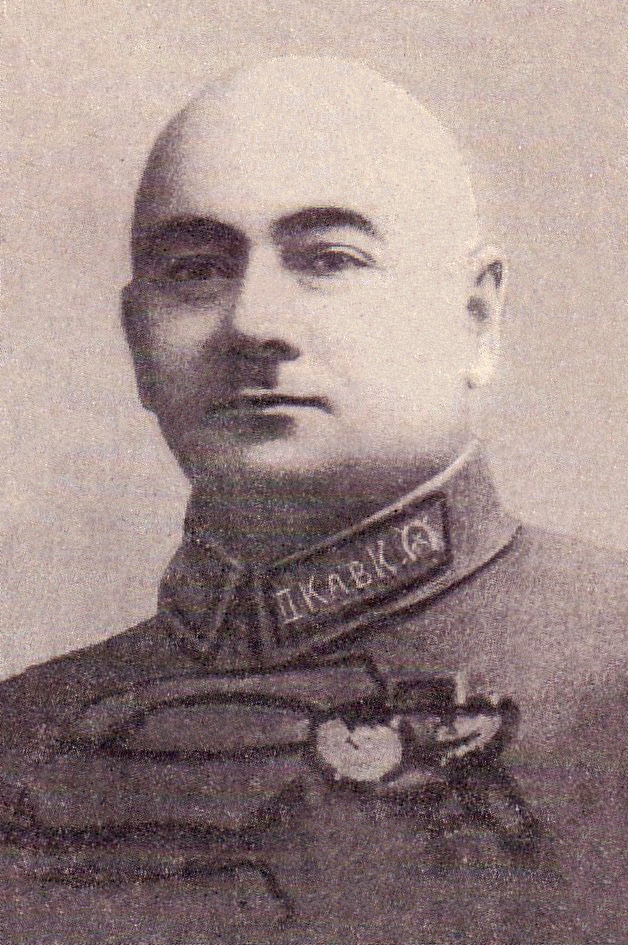
グリゴリー・コトフスキー（英語版）(1920年代)
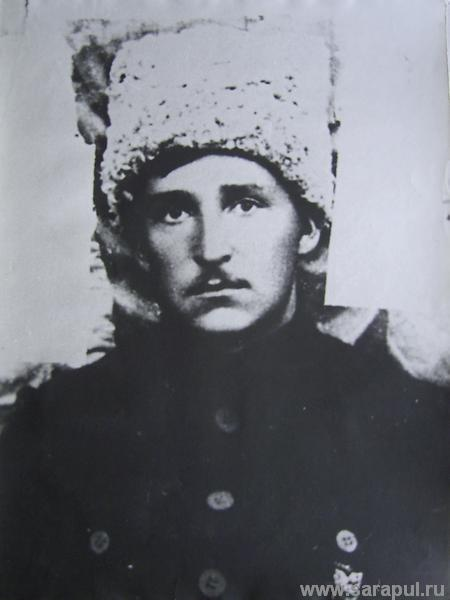
ウラジミール・アジン（ロシア語版）(1920年頃)
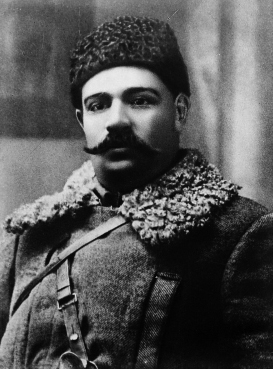
アレクサンドル・パルホメンコ（ロシア語版）(1920年〜1921年頃)
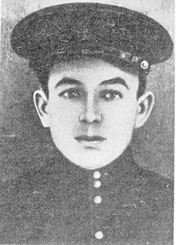
イリヤ・ツタエフ（ロシア語版）(1917年)
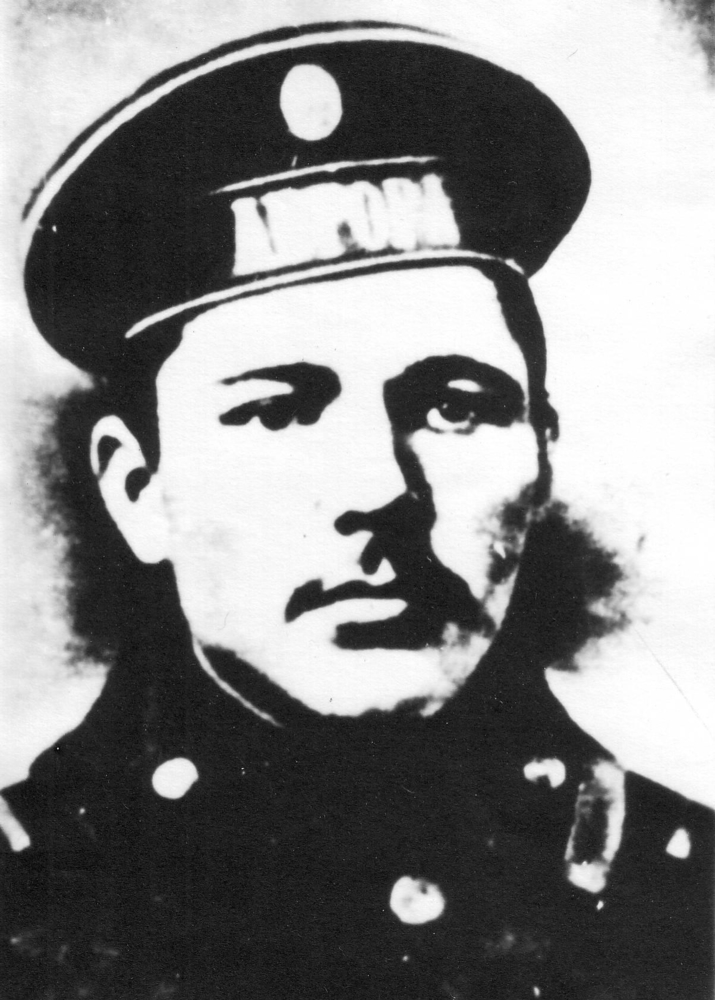
コンスタンティン・ドゥシェノフ(1917年)
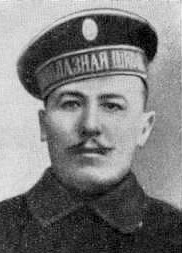
ニコライ・イズマイロフ（ロシア語版）(1916年)
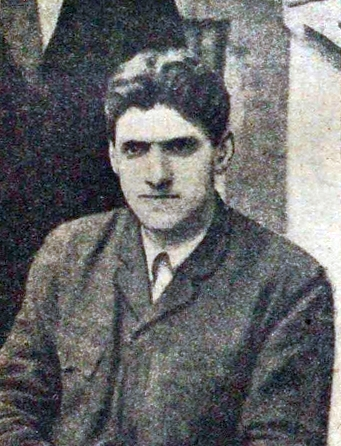
パーヴェル・ベッサリコ（ロシア語版）(1920年)
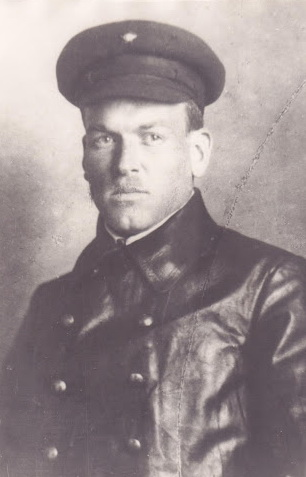
イワン・スラドコフ（ロシア語版）(1920年)
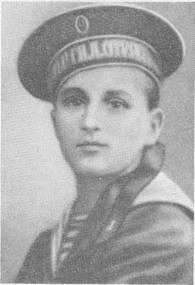
ドミトリー・コンダコフ(1910年代)
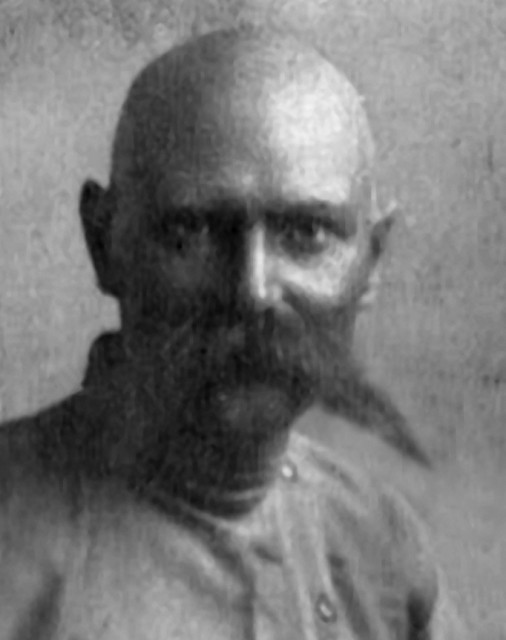
コンスタンティン・モンストロフ（ロシア語版）(1918年〜1920年頃)
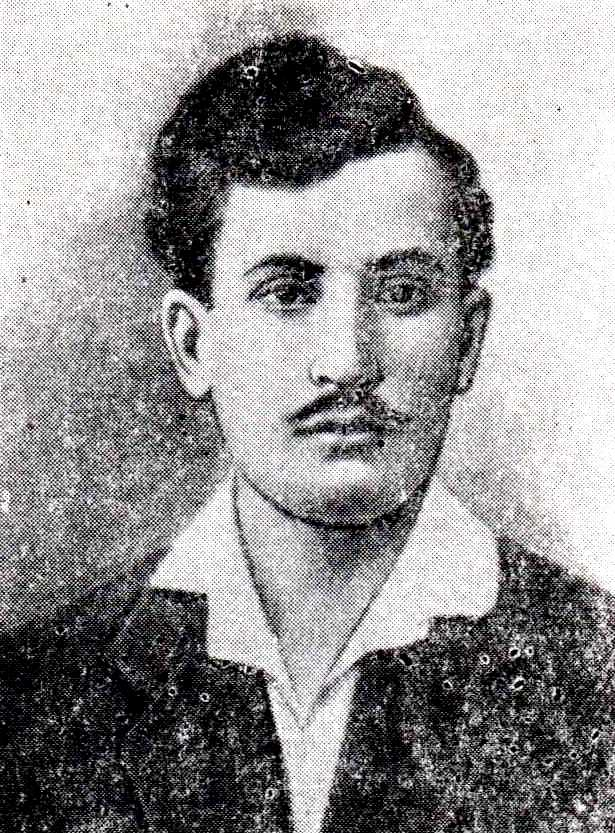
アリヘイダル・カラエフ（英語版）(1910年代)
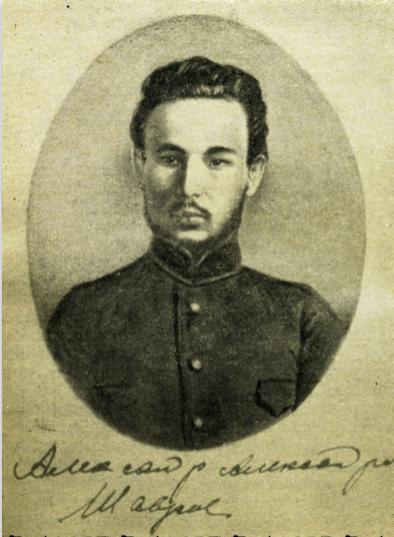
アレクサンドル・シャヴロフ（ロシア語版）(1919年)
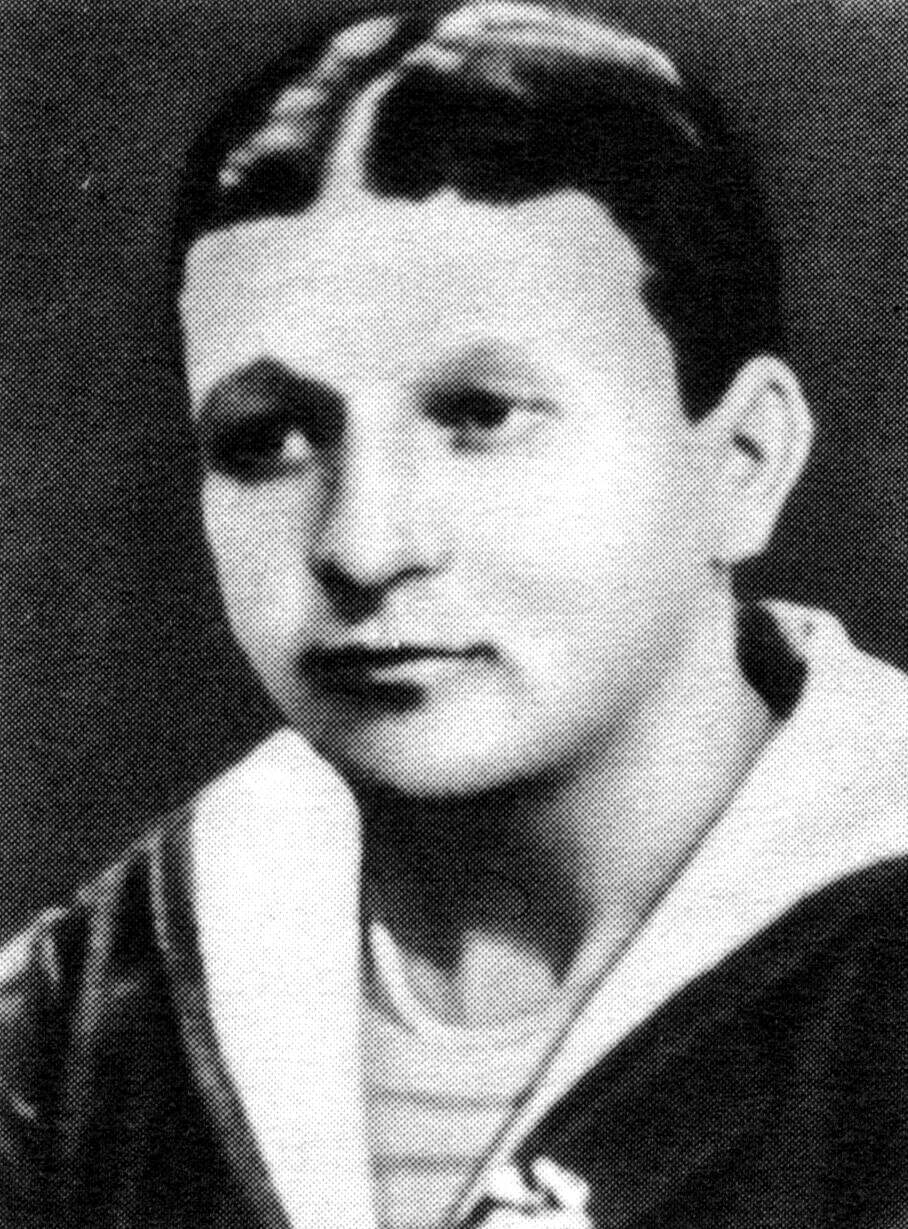
アレクサンドル・クヴァルダコフ(1916年〜1917年頃)

大粛清〜大祖国戦争期

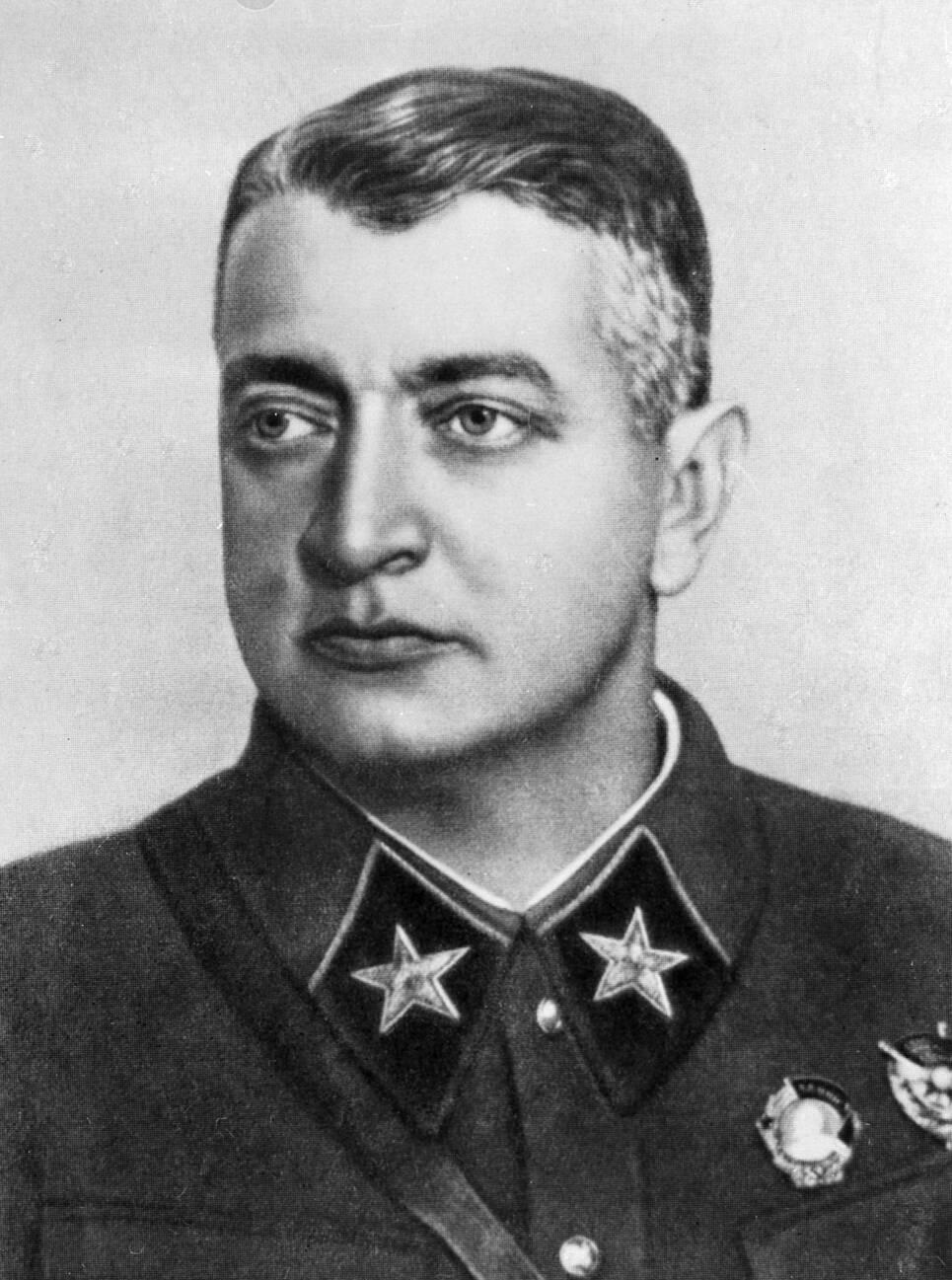
ミハイル・トゥハチェフスキー(1937年頃)
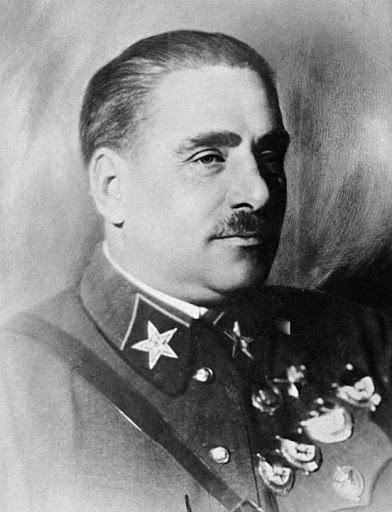
ヴァシーリー・ブリュヘル(1938年)
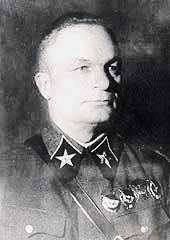
アレクサンドル・エゴロフ(1936年〜1938年頃)
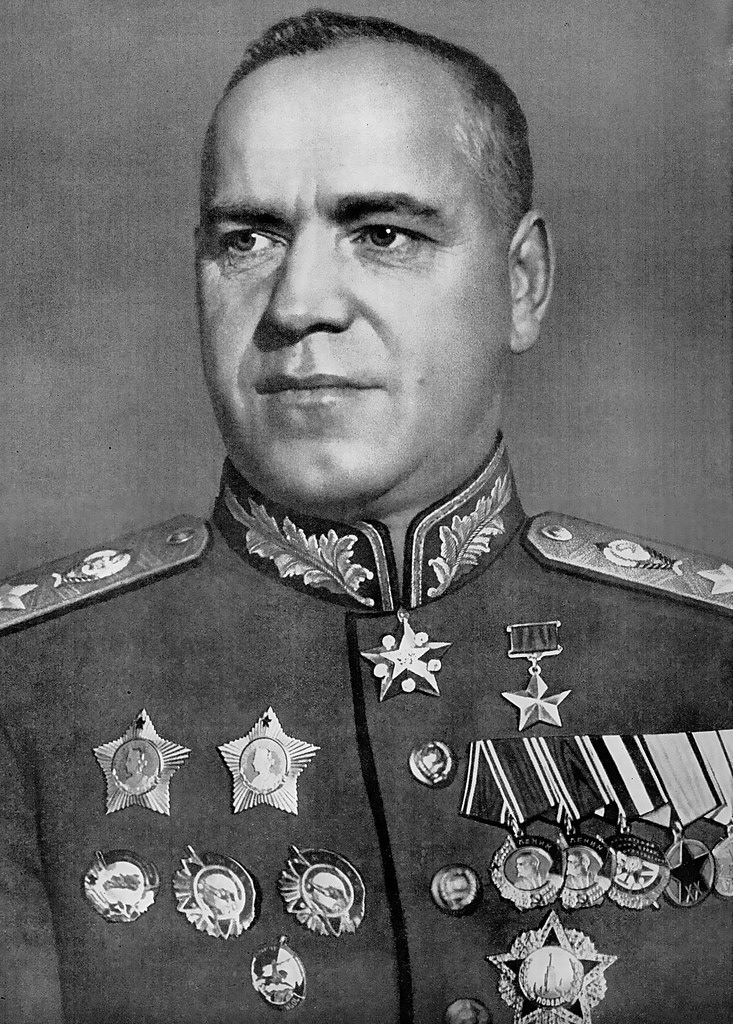
ゲオルギー・ジューコフ(1945年)
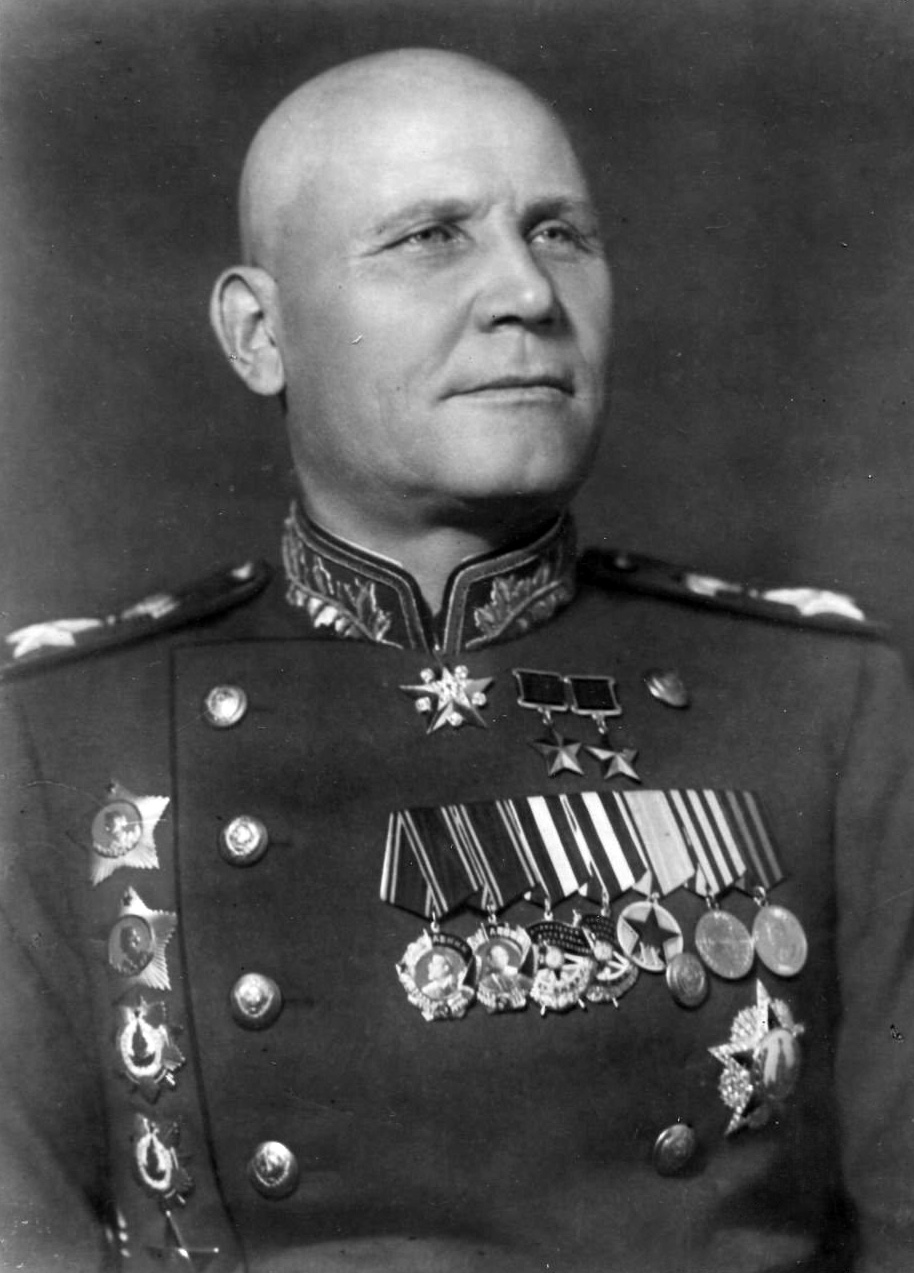
イワン・コーネフ(1945年)
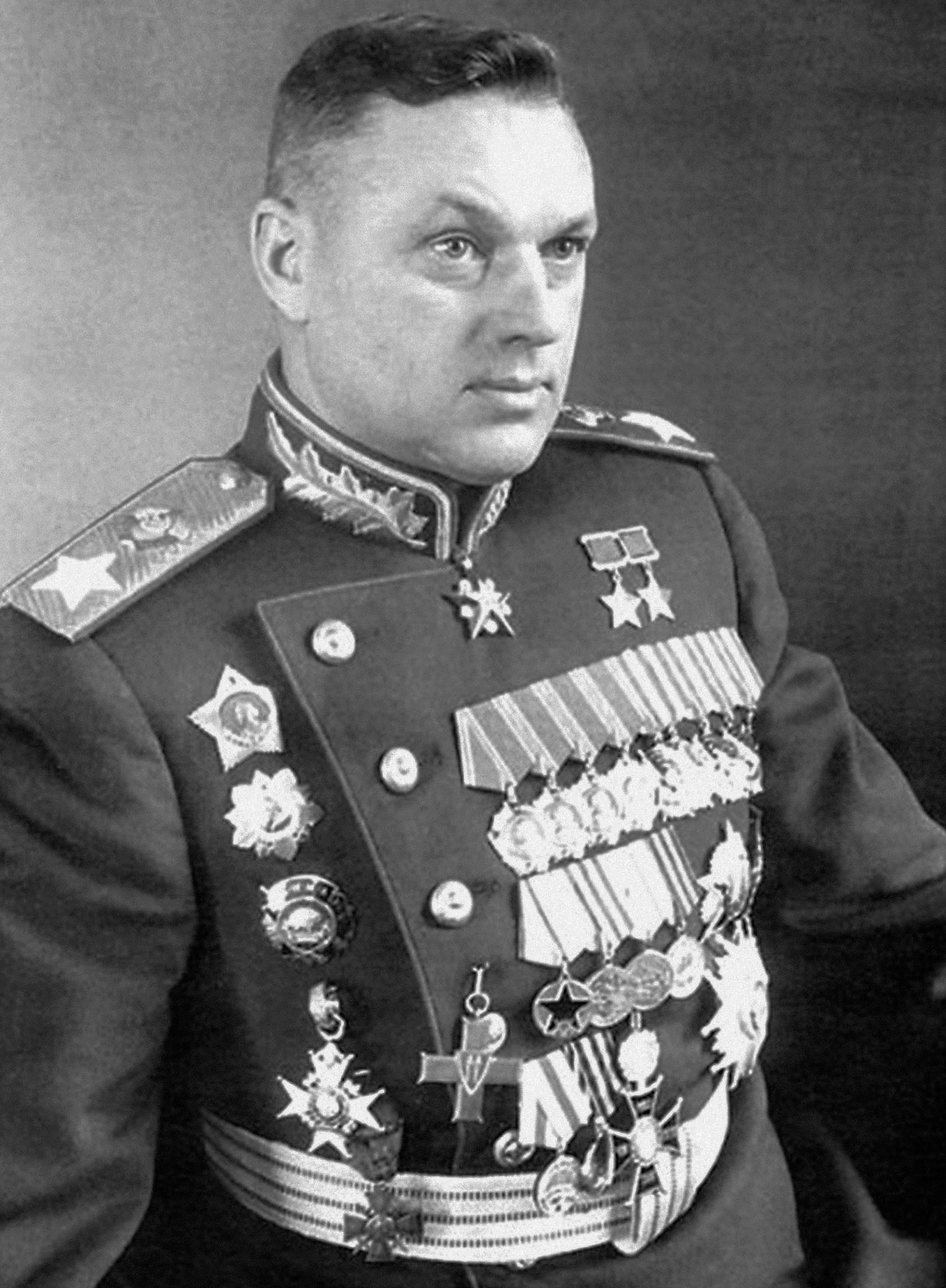
コンスタンチン・ロコソフスキー(1945年)
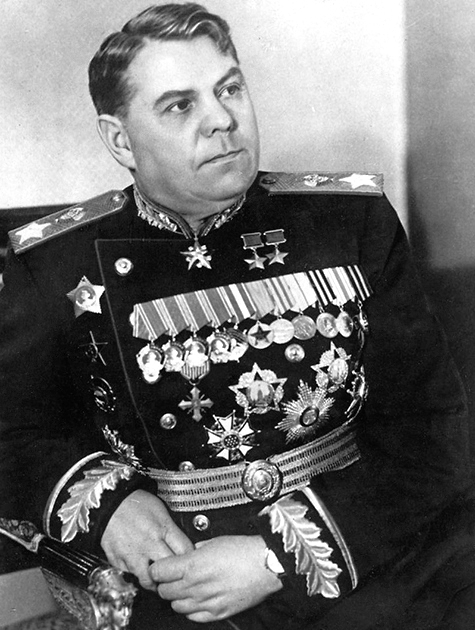
アレクサンドル・ヴァシレフスキー(1950年代)
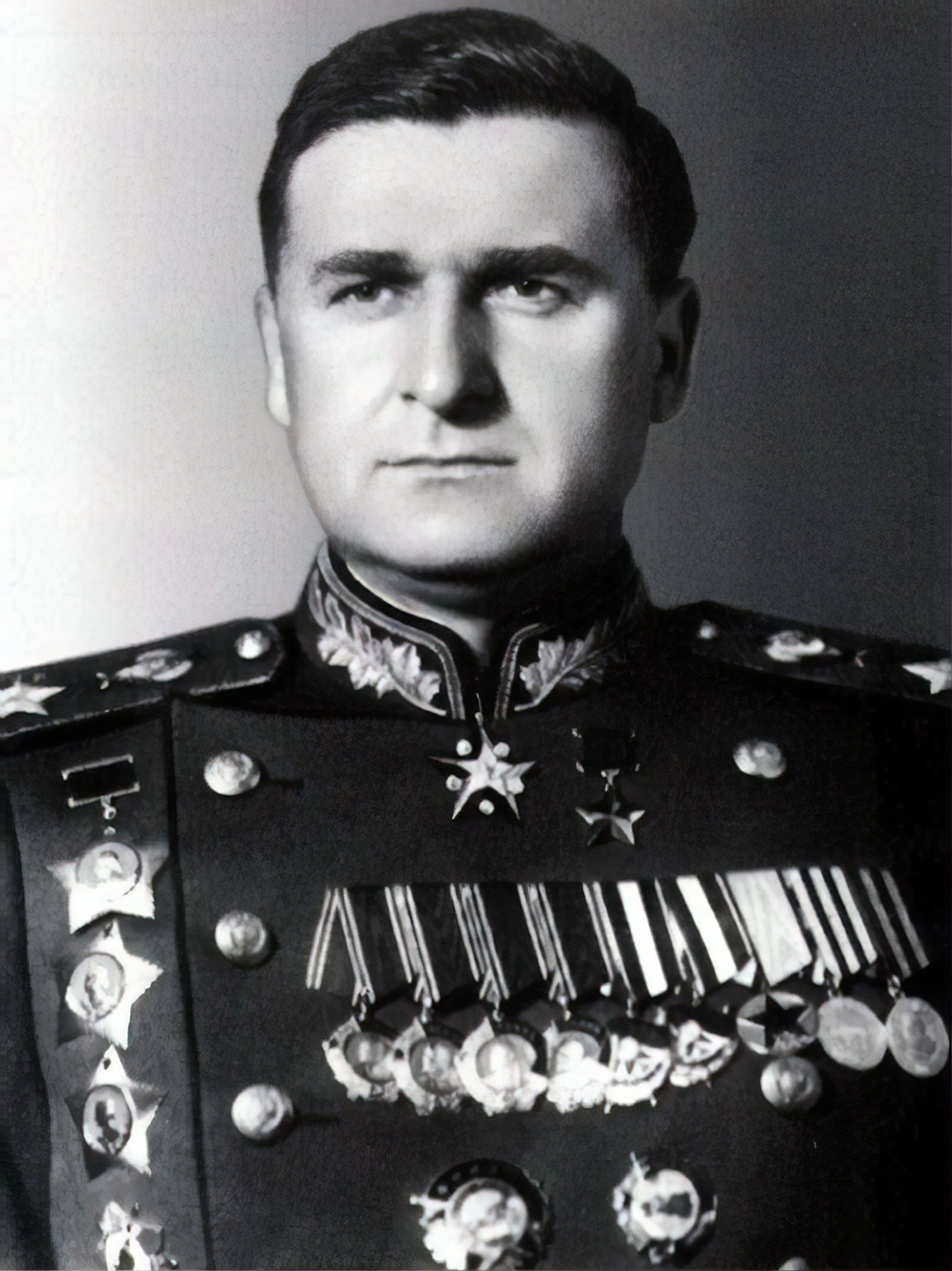
ワシーリー・ソコロフスキー(1946年)
セミョーン・チモシェンコ(1945年)
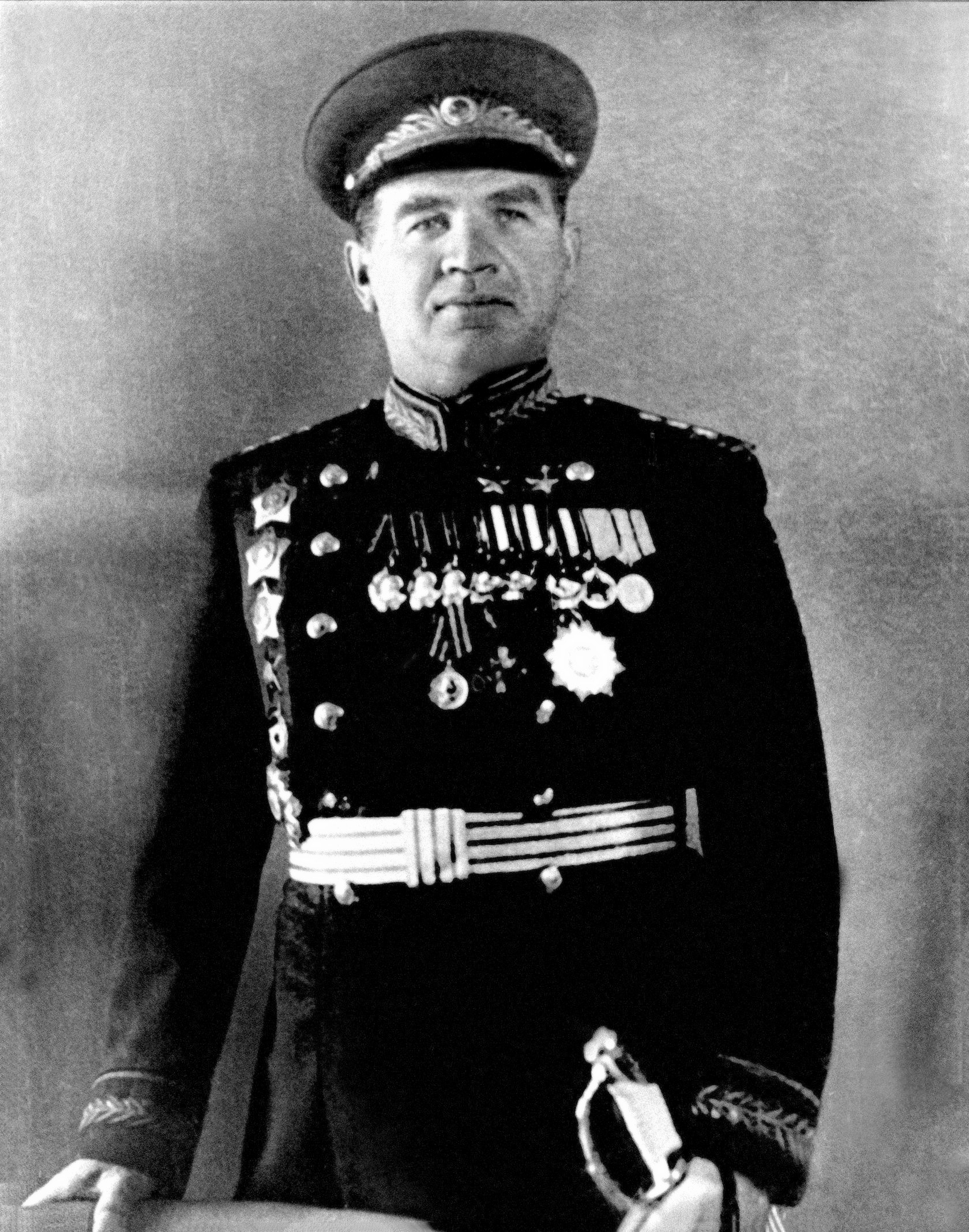
ワシーリー・チュイコフ(1945年)
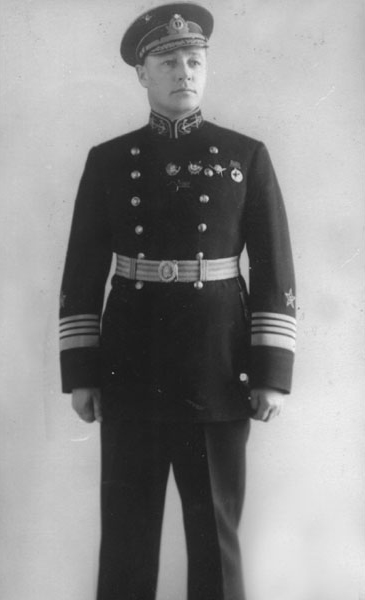
ニコライ・クズネツォフ(1939年)
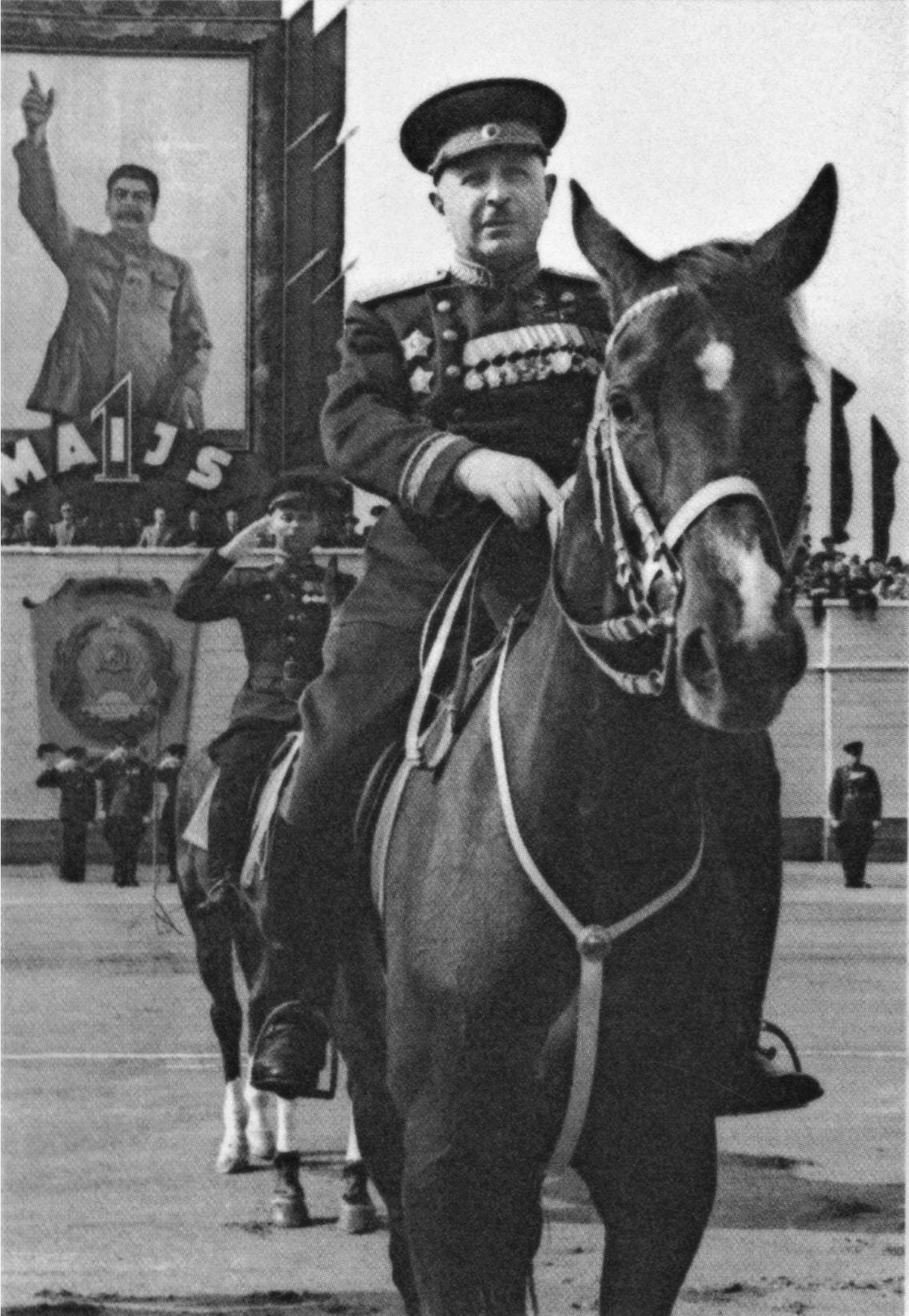
イワン・バグラミャン(1950年代)
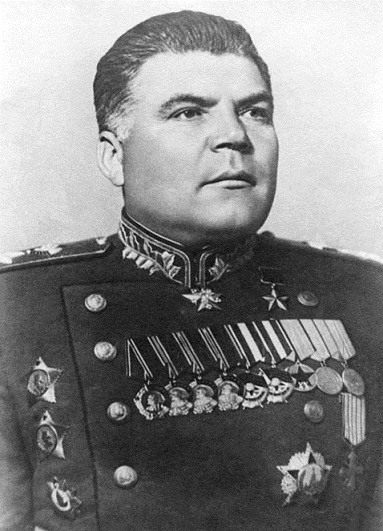
ロディオン・マリノフスキー(1940年代)
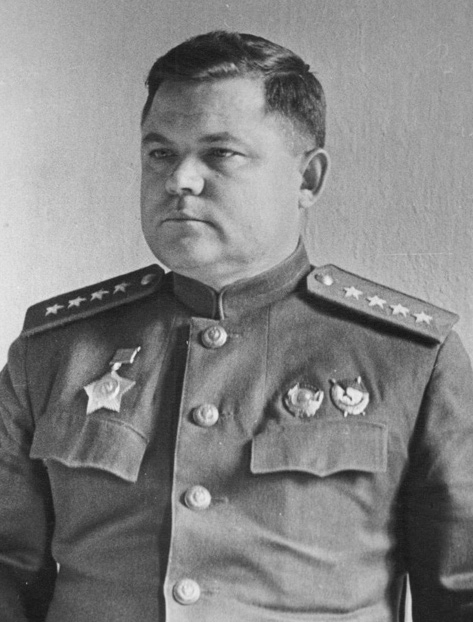
ニコライ・ヴァトゥーチン(1943年〜1944年頃)
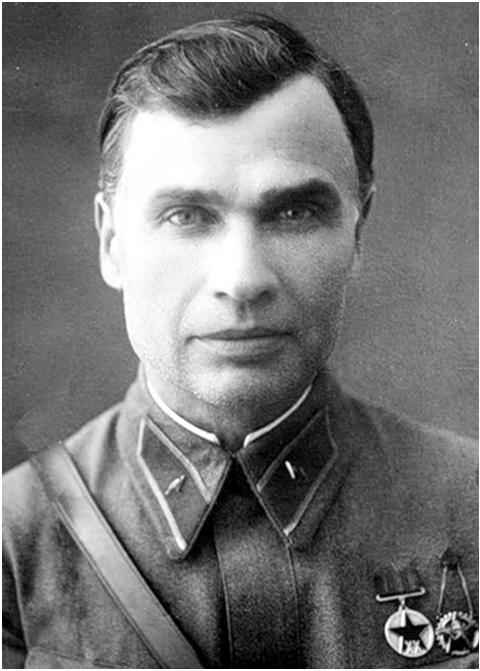
ミハイル・キルポノス(1938年〜1940年頃)
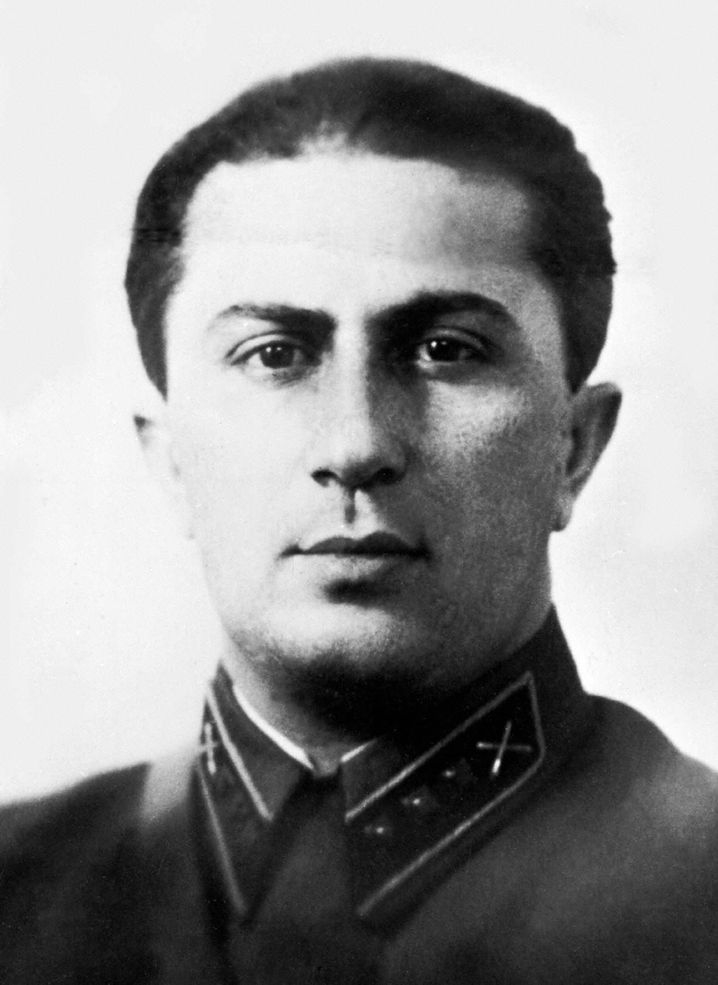
ヤーコフ・ジュガシヴィリ(1941年)
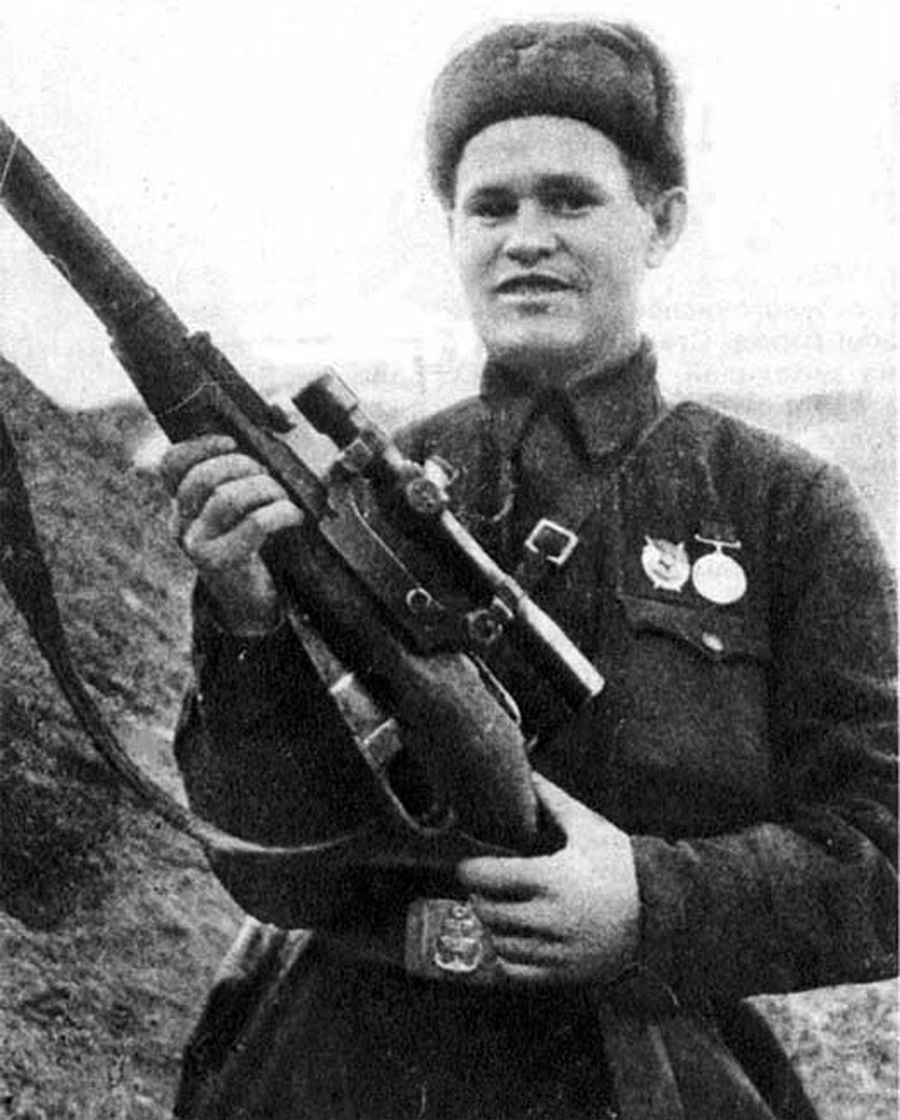
ヴァシリ・ザイツェフ(1941年〜1942年頃)
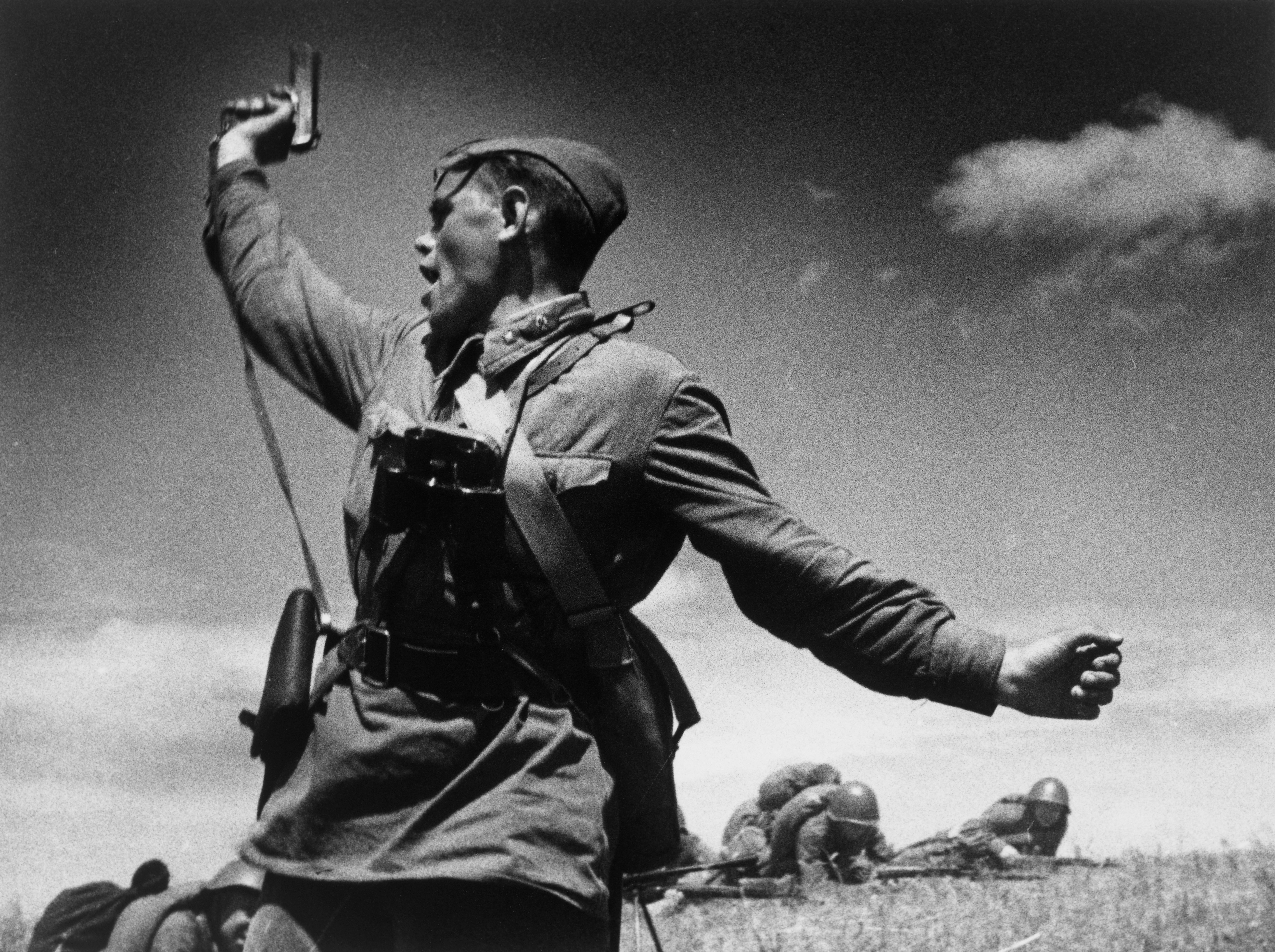
アレクセイ・エリョーメンコ(1942年)
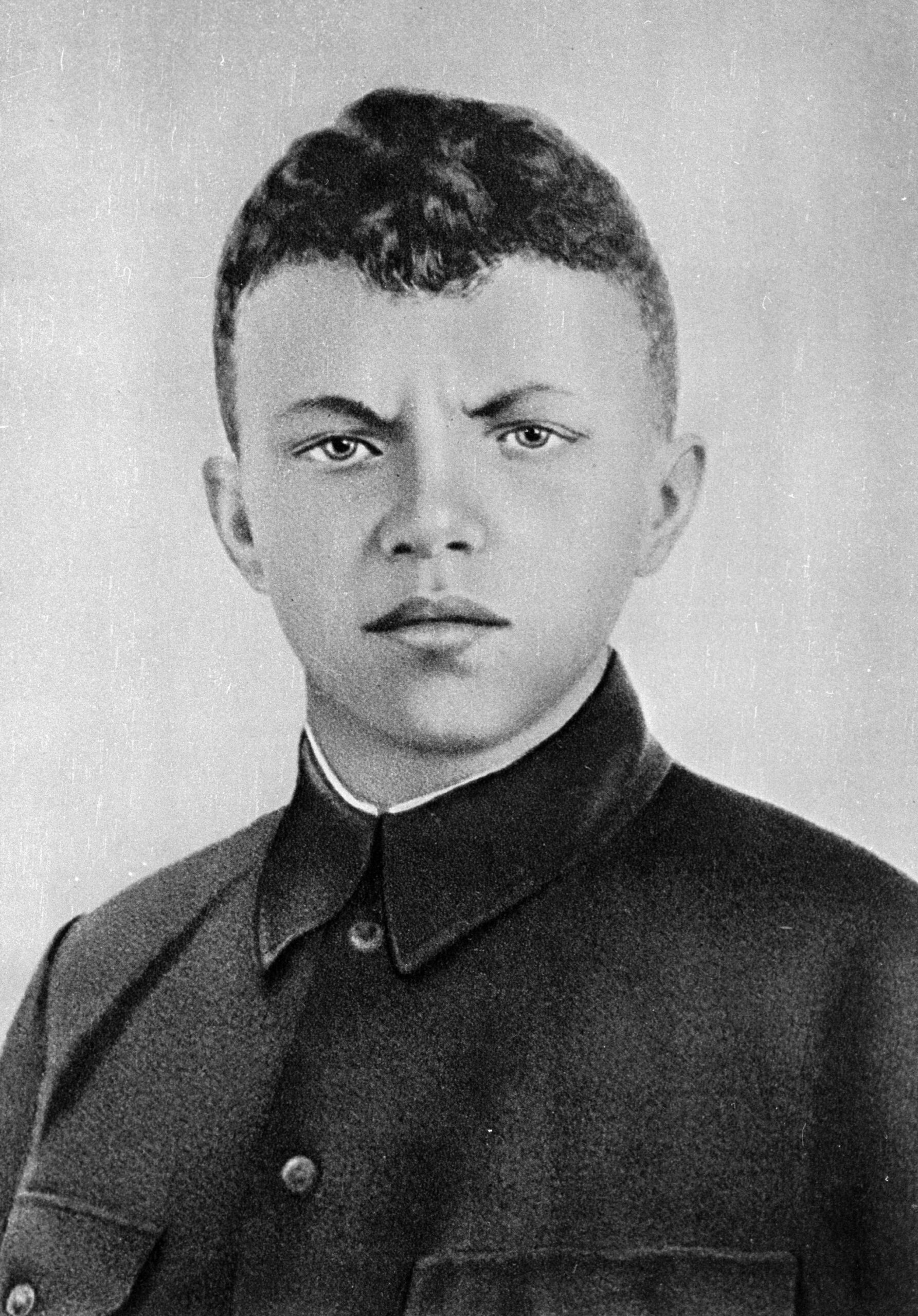
アレクサンドル・マトローソフ(1930年代〜1940年代)
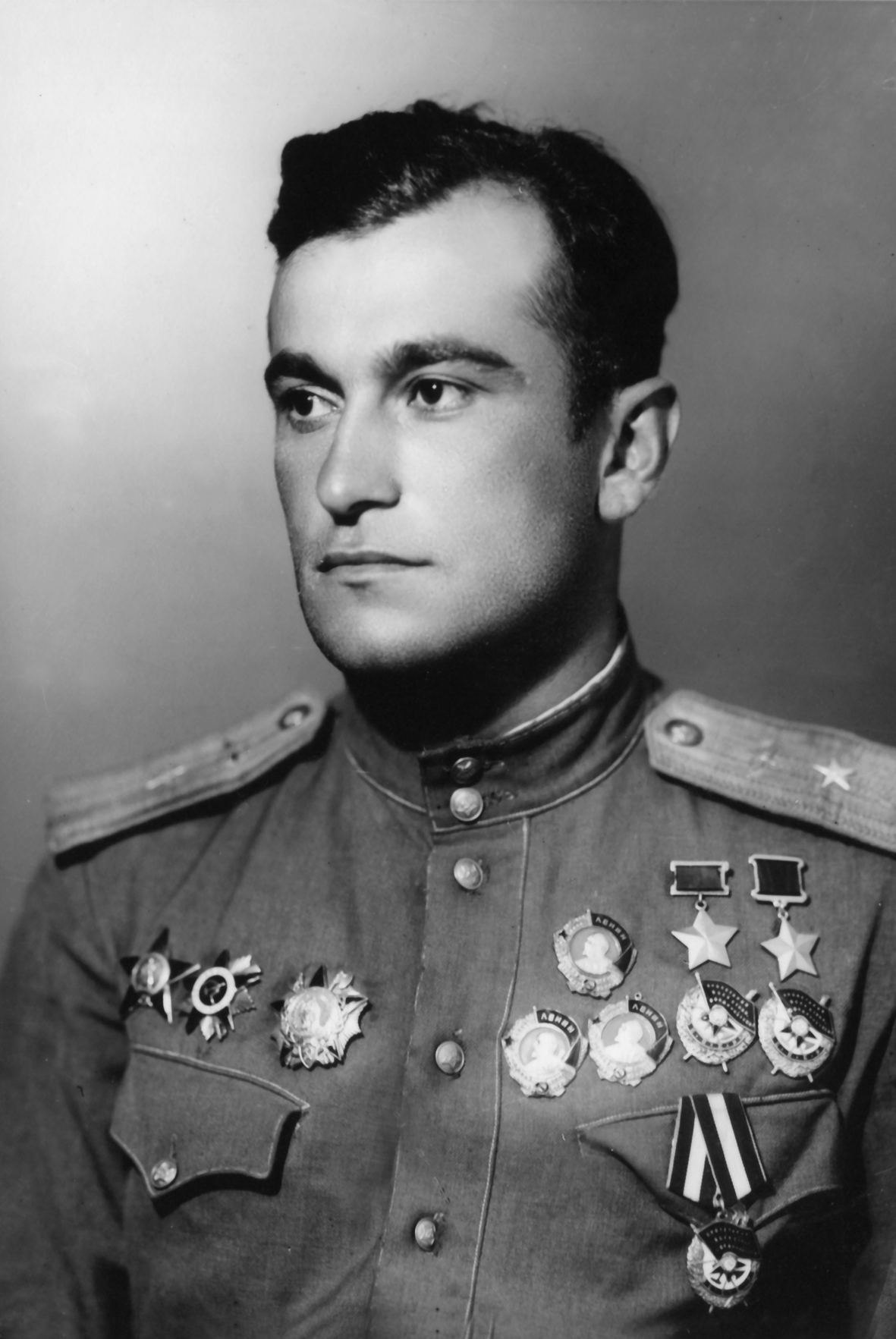
アメト＝ハン・スルタン(1945年)
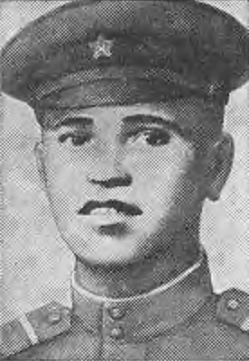
ヴァシーリー・プンディコフ（ロシア語版）(1943年〜1945年頃)
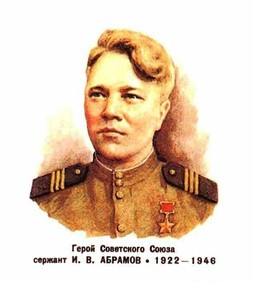
イリヤ・アブラモフ（ロシア語版）(1940年代)
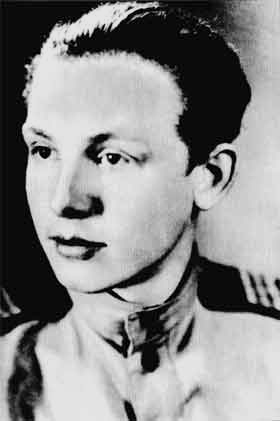
インノケンティ・スモクトゥノフスキー(1943年)